# A Videoton FC 2017–2018-as szezonja
Ez a szócikk a Videoton FC 2017–2018-as szezonjáról szól, amely sorozatban a 18., összességében pedig a 49. idénye a csapatnak a magyar első osztályban. A szezon 2017. július 16-án kezdődött, és 2018. június 2-án ért véget.

## Mezek
| Hazai | Vendég | Harmadik |

## Játékoskeret
2017. augusztus 1-jei állapot szerint. A félkövérrel jelölt játékosok szerepeltek hazájuk felnőtt válogatottjában.
| No. |     | Poszt | Játékos        |
| --- | --- | ----- | -------------- |
| 1   | HUN | K     | Horváth Tamás  |
| 3   | BRA | V     | Paulo Vinícius |
| 5   | HUN | V     | Fiola Attila   |
| 6   | HUN | V     | Fejes András   |
| 7   | SER | CS    | Danko Lazovics |
| 8   | BIH | KP    | Anel Hadžić    |
| 9   | CRO | CS    | Mirko Marić    |
| 10  | HUN | KP    | Kovács István  |
| 11  | FRA | V     | Loïc Nego      |
| 17  | HUN | KP    | Pátkai Máté    |
| 18  | HUN | KP    | Szabó Bence    |
| 20  | HUN | V     | Mocsi Attila   |
| 21  | NGR | CS    | Ezekiel Henty  |
| 22  | CPV | V     | Stopira        |

| No. |     | Poszt | Játékos          |
| --- | --- | ----- | ---------------- |
| 23  | HUN | V     | Juhász Roland    |
| 25  | HUN | V     | Tamás Krisztián  |
| 27  | HUN | KP    | Bódi Ádám        |
| 30  | HUN | V     | Szolnoki Roland  |
| 31  | HUN | KP    | Barczi Dávid     |
| 33  | HUN | KP    | Varga József     |
| 44  | SER | CS    | Marko Scsepovics |
| 49  | HUN | KP    | Géresi Krisztián |
| 51  | HUN | K     | Hársfalvi András |
| 55  | HUN | V     | Tóth Bence       |
| 74  | HUN | K     | Kovácsik Ádám    |
| 77  | HUN | V     | Bolla Bendegúz   |
| 99  | BIH | KP    | Asmir Suljić     |

### Kölcsönadott játékosok
| # |     | Poszt | Név                                    |
| - | --- | ----- | -------------------------------------- |
|   | HUN | V     | Lorentz Márton (a Soroksár csapatához) |
|   | HUN | KP    | Simon Ádám (a Gyirmót csapatához)      |

## Szakmai stáb
Klubigazgató: Kovács Zoltán
| Vezetőedző     | Pályaedző  | Pályaedző          | Kapusedző          | Erőnléti edző   | Videó elemző | Technikai igazgató |
| Marko Nikolics | Pető Tamás | Radoje Szmiljanics | Brockhauser István | Goran Baszarics | Késedi Gábor | Pánczél Szabolcs   |

| Orvos            | Fizioterapeuta | Fizioterapeuta | Sportmasszőr | Sportmasszőr | Sportmasszőr    | Kitman         | Kitman       |
| Dr. Kovács Tibor | Borsos Balázs  | Barta Gábor    | Gáspár Péter | Fejes Ildikó | Debreceni Tibor | Lakatos Róbert | Stéger Gergő |

## Statisztikák
Utolsó elszámolt mérkőzés: 2017. szeptember 20.

### Összesített statisztika
A felkészülési mérkőzéseket nem vettük figyelembe.
| Lejátszott mérkőzés                             | 18 (9 OTP Bank Liga, 1 Magyar kupa, 8 Európa-liga) |
| Győzelem                                        | 10 (6 OTP Bank Liga, 1 Magyar kupa, 3 Európa-liga) |
| Döntetlen                                       | 5 (2 OTP Bank Liga, 0 Magyar kupa, 3 Európa-liga) |
| Vereség                                         | 3 (1 OTP Bank Liga, 0 Magyar kupa, 2 Európa-liga) |
| Szerzett gól                                    | 35 (20 OTP Bank Liga, 4 Magyar kupa, 11 Európa-liga) |
| Kapott gól                                      | 20 (10 OTP Bank Liga, 0 Magyar kupa, 10 Európa-liga) |
| Gólkülönbség                                    | +11 |
| Sárga lap                                       | 45 (19 OTP Bank Liga, 1 Magyar kupa, 25 Európa-liga) |
| Kiállítás                                       | 4 (2 OTP Bank Liga, 0 Magyar kupa, 2 Európa-liga) |
| Legnagyobb arányú győzelem                      | 4–0 Mohácsi TE, idegenben (2017. 09. 20., Magyar Kupa 6. forduló) |
| Legnagyobb arányú vereség                       | 0–4 Partizan, hazai pályán (2017. 08. 24., Európa-liga rájátszás, visszavágó) |
| Leghosszabb veretlenségi sorozat a bajnokságban | 8 mérkőzés, 1. fordulótól–8. fordulótól: Balmazújváros (1–1; O), Puskás Akadémia (3–1; I), Újpest (2–2; O), Mezőkövesd (2–0; I), Debrecen (1–0; O), Ferencváros (3–1; O), Paks (4–1; I), Haladás (3–1; O) |
| Legmagasabb hazai nézőszám                      | 3 537, Girondins de Bordeaux, 2017. 08. 03., Európa-liga 3. selejtezőkör, visszavágó) |
| Legalacsonyabb hazai nézőszám                   | 1 771, Swietelsky Haladás, 2017. 09. 10., OTP Bank Liga 8. forduló |
| Góllövőlista élmezőnye                          | 9 gól: Scsepovics (4 OTP Bank Liga, 0 Magyar kupa, 5 Európa-liga) 8 gól: Lazovics (6 OTP Bank Liga, 0 Magyar kupa, 2 Európa-liga) 4 gól: Pátkai (3 OTP Bank Liga, 0 Magyar kupa, 1 Európa-liga)           |
| Pont (csak OTP Bank Liga)                       | 20 pont a megszerezhető 27-ből (74,1%) |

O: otthon (hazai pályán), I: idegenben.

### Kiírások
Dőlttel a jelenleg még le nem zárult kiírásokat illetve az azokban elért helyezést jelöltük.
| Kiírás        | Statisztikák | Statisztikák | Statisztikák | Statisztikák | Statisztikák | Statisztikák | Statisztikák | Kezdő forduló/ helyezés  | Végső forduló/ helyezés | Mérkőzések dátumai | Mérkőzések dátumai | Mérkőzések dátumai |
| Kiírás        | M            | GY           | D            | V            | LG–KG        | GK           | GÁ           | Kezdő forduló/ helyezés  | Végső forduló/ helyezés | Első               | Utolsó             | Következő          |
| ------------- | ------------ | ------------ | ------------ | ------------ | ------------ | ------------ | ------------ | ------------------------ | ----------------------- | ------------------ | ------------------ | ------------------ |
| OTP Bank Liga | 09           | 06           | 02           | 01           | 20–10        | +10          | 2,22         | 9.                       | 1.                      | 2017. 07. 16.      | 2017. 09. 16.      | 2017. 09. 23.      |
| Magyar kupa   | 01           | 01           | 0            | 0            | 04–0         | 0+4          | 4,00         | 6. forduló (legjobb 128) | 7. forduló (legjobb 64) | 2017. 09. 20.      | 2017. 09. 20.      | 2017. 10. 25.      |
| Európa-liga   | 08           | 03           | 03           | 02           | 11–10        | 0+1          | 1,38         | 1. selejtezőkör          | Rájátszás               | 2017. 06. 29.      | 2017. 08. 24.      | —                  |
| Összesen      | 18           | 10           | 05           | 03           | 35–20        | +15          | 1,94         |                          |                         |                    |                    |                    |

## OTP Bank Liga
Győzelem
      Döntetlen
      Vereség
| 1. ford. |

| Videoton | 1 – 1 | Balmazújv. |
| -------- | ----- | ---------- |
|          |       |            |

| Részletek |

| 2. ford. |

| Puskás Ak. | 1 – 3 | Videoton |
| ---------- | ----- | -------- |
|            |       |          |

| Részletek |

| 3. ford. |

| Videoton | 2 – 2 | Újpest |
| -------- | ----- | ------ |
|          |       |        |

| Részletek |

| 4. ford. |

| Mezőkövesd | 0 – 2 | Videoton |
| ---------- | ----- | -------- |
|            |       |          |

| Részletek |

| 5. ford. |

| Videoton | 1 – 0 | Debrecen |
| -------- | ----- | -------- |
|          |       |          |

| Részletek |

| 7. ford. |

| Videoton | 3 – 1 | Ferencváros |
| -------- | ----- | ----------- |
|          |       |             |

| Részletek |

| 6. ford. |

| Paks | 1 – 4 | Videoton |
| ---- | ----- | -------- |
|      |       |          |

| Részletek |

| 8. ford. |

| Videoton | 3 – 1 | Haladás |
| -------- | ----- | ------- |
|          |       |         |

| Részletek |

| 9. ford. |

| Vasas | 3 – 1 | Videoton |
| ----- | ----- | -------- |
|       |       |          |

| Részletek |

| 10. ford. |

| Videoton | 1 – 1 | Honvéd |
| -------- | ----- | ------ |
|          |       |        |

| Részletek |

| 11. ford. |

| Diósgyőr | 2 – 3 | Videoton |
| -------- | ----- | -------- |
|          |       |          |

| Részletek |

| 12. ford. |

| Balmazújv. | 1 – 1 | Videoton |
| ---------- | ----- | -------- |
|            |       |          |

| Részletek |

| 13. ford. |

| Videoton | 2 – 0 | Puskás Ak. |
| -------- | ----- | ---------- |
|          |       |            |

| Részletek |

| 14. ford. |

| Újpest | 2 – 2 | Videoton |
| ------ | ----- | -------- |
|        |       |          |

| Részletek |

| 15. ford. |

| Videoton | 4 – 0 | Mezőkövesd |
| -------- | ----- | ---------- |
|          |       |            |

| Részletek |

| 16. ford. |

| Debrecen | 2 – 5 | Videoton |
| -------- | ----- | -------- |
|          |       |          |

| Részletek |

| 17. ford. |

| Videoton | 2 – 0 | Paks |
| -------- | ----- | ---- |
|          |       |      |

| Részletek |

| 18. ford. |

| Ferencváros | 3 – 1 | Videoton |
| ----------- | ----- | -------- |
|             |       |          |

| Részletek |

| 19. ford. |

| Haladás | 1–0 | Videoton |
| ------- | --- | -------- |
|         |     |          |

| Részletek |

| 20. ford. |

| Videoton | 2–1 | Vasas |
| -------- | --- | ----- |
|          |     |       |

| Részletek |

| 21. ford. |

| Honvéd | 1–4 | Videoton |
| ------ | --- | -------- |
|        |     |          |

| Részletek |

| 22. ford. |

| Videoton | 4–1 | Diósgyőr |
| -------- | --- | -------- |
|          |     |          |

| Részletek |

| 23. ford. |

| Videoton | 1 – 0 | Balmazújv. |
| -------- | ----- | ---------- |
|          |       |            |

| Részletek |

| 24. ford. |

| Puskás Ak. | 0 – 0 | Videoton |
| ---------- | ----- | -------- |
|            |       |          |

| Részletek |

| 25. ford. |

| Videoton | 3 – 0 | Újpest |
| -------- | ----- | ------ |
|          |       |        |

| Részletek |

| 26. ford. |

| Mezőkövesd | 0 – 0 | Videoton |
| ---------- | ----- | -------- |
|            |       |          |

| Részletek |

| 27. ford. |

| Videoton | 1 – 0 | Debrecen |
| -------- | ----- | -------- |
|          |       |          |

| Részletek |

| 28. ford. |

| Paks | 1 – 0 | Videoton |
| ---- | ----- | -------- |
|      |       |          |

| Részletek |

| 29. ford. |

| Videoton | 0 – 0 | Ferencváros |
| -------- | ----- | ----------- |
|          |       |             |

| Részletek |

| 30. ford. |

| Videoton | 3 – 0 | Haladás |
| -------- | ----- | ------- |
|          |       |         |

| Részletek |

| 31. ford. |

| Vasas | – | Videoton |
| ----- | - | -------- |
|       |   |          |

| Részletek |

| 32. ford. |

| Videoton | – | Honvéd |
| -------- | - | ------ |
|          |   |        |

| Részletek |

| 33. ford. |

| Diósgyőr | – | Videoton |
| -------- | - | -------- |
|          |   |          |

| Részletek |

### Első kör
| 1. forduló 2017. július 16., vasárnap 17:00 |

| Videoton                                          | 1 – 1               | Balmaz Kamilla Gyógyfürdő                       |
| ------------------------------------------------- | ------------------- | ----------------------------------------------- |
| Lazovics (1–1) 51' Nego 13' Juhász 73' Barczi 76' | (1 – 1) Jegyzőkönyv | 17' (0–1) Andrics 24' Rus 32' Vajda 66' Horváth |

| Pancho Aréna, Felcsút Nézőszám: 1 792 Játékvezető: Iványi Zoltán (magyar) Asszisztensek: Varga Zsolt és Márkus Tamás |

A mérkőzés elején a Videoton volt fölényben, de az újonc Balmazújváros egyáltalán nem játszott megilletődötten, és Andrics jóvoltából a 17. percben vezetést is megszerezte; (0–1). A hazaiakat a bekapott gól sem igazán rázta fel, a fehérvári szurkolók többször füttyszóval jelezték nemtetszésüket. A fordulást követően egyenlített a hazai gárda, Lazovics volt eredményes fejjel; (1–1). A Videoton a folytatásban nagy nyomás alatt tartotta a vendégek kapuját, újabb gólt azonban nem tudott szerezni.
- Horváth Ferenc az ellenfél vezetőedzőjeként egymást követő két szezonrajton is meglepte a Videotont Felcsúton. Tavaly a Diósgyőrrel nyert, most egy másik kelet–magyarországi együttessel döntetlent ért el.
- Ahogyan 2016–2017–ben, most sem kapott ki egyik újonc sem a nyitányon. Tavaly a Mezőkövesd és a Gyirmót egymás ellen kezdett (2–2), idén a Puskás Akadémia mellett az abszolút újonc Balmaz Kamilla Gyógyfürdő is pontot szerzett.
- A Videoton 2014 óta nem tudja győztes meccsel kezdeni a bajnokságot. Az elmúlt három évben kétszer kikapott (2015–ben a Bp. Honvédtól, tavaly a Diósgyőrtől), ehhez képest még nem is rossz a mostani eredmény.
- Danko Lazovics 2017–ben először szerzett bajnoki gólt vidéki ellenféllel szemben. Tavasszal mind az öt bajnoki találatát fővárosi csapat ellen érte el.
- A Videoton a legutóbbi hat hazai bajnoki meccséből csak egyet úszott meg kapott gól nélkül.
- Nemanja Andrics a huszonötödik gólját lőtte az NB I–ben, de az elsőt a Videoton ellen. Ugyanakkor a Pancho Arénában szerzett már gólt korábban az OTP Bank Ligában, de azt, sőt azokat a Puskás Akadémiának lőtte az Újpest játékosaként.
- A Videotonban csak olyan játékos játszott az új idény első bajnokiján, aki már az előző szezonban is a fehérvári klub tagja volt.[2]

| 2. forduló 2017. július 23., vasárnap 18:00 |

| Puskás Akadémia                          | 1 – 3               | Videoton                                                                          |
| ---------------------------------------- | ------------------- | --------------------------------------------------------------------------------- |
| Diallo (1–0) 2' Spandler 16' Vanczák 59' | (1 – 2) Jegyzőkönyv | 14' (1–1) Fejes 27' (1–2) 75' Lazovics 60' (1–3) Scsepovics 31' Hadžić 51' Juhász |

| Pancho Aréna, Felcsút Nézőszám: 1 983 Játékvezető: Farkas Ádám (magyar) Asszisztensek: Berettyán Péter és Georgiou Theodoros |

- Videoton: Kovácsik — Stopira, Juhász, Fejes, Nego — Suljić (Szolnoki  90+1'), Pátkai, Varga, Hadžić — Scsepovics (Géresi  86'), Lazovics (Szabó  83') Fel nem használt cserék: Horváth (kapus), Barczi, Maric, Mocsi. Vezetőedző: Marko Nikolics
- Puskás Akadémia: Danilovics — Poór, Heris, Vanczák, Spandler — Mevoungou — Radó (Knežević  65'), Márkvárt, Balogh, Molnár (Szécsi  64') — Diallo (Bačelić-Grgić  73') Fel nem használt cserék: Hegedűs (kapus), Madarász, Nagy. Vezetőedző: Pintér Attila

Gratulálok a Vidinek, nem csak a mai győzelemhez, hanem ahhoz is, hogy Európában egyedüli magyar csapatként talpon van, sok sikert kívánok nekik a Bordeaux ellen. Jól kezdtük a találkozót, amit elterveztünk sokáig működött, de gyerekes hibákat vétettünk. Meg volt beszélve, hogy mit kell tenni, pontrúgásnál, bedobásnál ki voltak osztva az emberek, de hibáztunk. 2-1-nél nem volt benne szerintem a mérkőzésben, hogy a vendégek megszerzik a harmadik góljukat, nekünk voltak lehetőségeink, de a futball egy érdekes játék, majd mindenki eldönti, hogy a harmadik gól, hogyan esett. Mentünk tovább, küzdöttünk, Diallo fejesénél hatalmasat védett Kovácsik, de ez is mutatta, hogy mentünk előre, nem lehet számon kérni a játékosaimat az akarattal kapcsolatban.
Furcsa volt vendégként pályára lépni a Pancho Arénában, köszönjük a Puskás Akadémiának a vendéglátást. Részünkről balszerencsés góllal kezdődött a találkozó, de a játékosok fejben rendben voltak és sikerült gyorsan egyenlítenünk, majd megszereznünk a második találatot is. Ismét eredményesek voltunk pontrúgásból is, ezt sokat gyakoroljuk, persze van még hova fejlődni ebben is, de örülök, hogy jönnek rögzített szituációk után is a gólok. Úgy éreztem, hogy végig irányítottuk a mérkőzést, voltak még nagy helyzeteink, de Danilovics remekül védett ma, gratulálok a játékosoknak a három ponthoz. Jár a gratuláció a hazaiaknak is, ők is mindent megtettek ma a pályán, nem utolsósorban pedig köszönöm szurkolóinknak, hogy most is végig ott voltak a csapat mögött, és remek hangulatot teremtettek a stadionban.
| 3. forduló 2017. július 30., szombat 18:00 (tv: Duna World) |

| Videoton                                                 | 2 – 2               | Újpest                                    |
| -------------------------------------------------------- | ------------------- | ----------------------------------------- |
| Scsepovics (1–2) 86' Hadžić 45+2' (2–2) 88' Lazovics 51' | (0 – 1) Jegyzőkönyv | 7' (0–1) • 70' (0–2) 79' Nagy 58' Nwobodo |

| Pancho Aréna, Felcsút Nézőszám: 2 364 Játékvezető: Bognár Tamás (magyar) Asszisztensek: Albert István és Lémon Oszkár |

Nagyon érdekes mérkőzést láthattak a nézők a Pancho Arénában. Gratulálok a játékosoknak a hozzáállásukért, az utolsó másodpercig küzdöttek, mindent megtettek, amit ilyen helyzetben lehet. Ez a helyzet pedig nem könnyű – ahogy láthatták csak kettőt cseréltem ma, mert a többi játékos védő volt a padon. Aki lehetőséget kapott, minden egyes labdáért megharcolt, így megérdemeltük a döntetlent. Nagyon buta gólt kaptunk a meccs elején, nem értem a balhátvédünk miért ment a jobboldalra egy bedobás miatt. Ezt követően nagyon sok lehetőségünk volt egy szervezett védelem ellen, de ennél korábban kell betalálni, és több gólt szereznünk ennyi gólhelyzetből. Kevés játékost tudtunk használni, akik játszanak, három naponta játszanak és utaznak hosszú ideje, de még egyszer hangsúlyozom, aki ma pályára lépett, mindent kiadott magából, amit csak tudott. Danko Lazovics, Juhász Roland azért már nem számítanak fiatal játékosnak, nekik sem könnyű ebben a nyári időjárásban kétnaponta pályára lépni. Dankót ezért is cseréltem le – valamit változtatni akartam, nem szerettem volna, hogy megkapja a második sárgáját, és úgy gondoltam, legalább ezzel is nyer 20 perc pihenést. Hétfőre szabadnapot kapott a keret, azt hiszem először, amióta együtt dolgozunk. Jön a Bordeaux elleni visszavágó, aztán a Mezőkövesd elleni mérkőzés, hiszek benne, hogy ez a mai találkozó remek inspiráció lesz mindenki számára a keretben. Pátkai Máté és Varga József talán rendben lesz csütörtökre – ez nem száz százalék, de bízom benne. Hat-hét nap múlva Kovács István is csatlakozhat hozzánk, kedden már Géresi Krisztián is edzhet, Fiola Attila már a csapattal készül, így valamelyest javul a helyzetünk. Ezekiel Henty ma kezdőként kapott szerepet, nem terveztük, hogy 90 percet játszik, ennyire még nem áll készen, de azt hiszem, mutatott már most is pár minőségi dolgot.
| 4. forduló 2017. augusztus 6., vasárnap 18:00 |

| Mezőkövesd           | 0 – 2               | Videoton                           |
| -------------------- | ------------------- | ---------------------------------- |
| Keita 30' Szeles 64' | (0 – 1) Jegyzőkönyv | 23' (0–1) Henty 85' (0–2) Lazovics |

| Városi stadion, Mezőkövesd Nézőszám: 2 300 Játékvezető: Andó-Szabó Sándor (magyar) Asszisztensek: Buzás Balázs és Szalai Balázs |

Ma rövid leszek; harmincöt nap alatt a tizedik mérkőzésünket játszottuk, ebből a ritmusból fakad az, hogy a játékosok energiadobozai már a vége felé járnak. A hozzáállásuk viszont ma is kiváló volt, harcoltunk végig, úgy gondolom, hogy megérdemelten nyertünk, gratulálok minden játékosnak. A Budapest Honvéddal együtt ott vagyunk az első helyen a tabellán, bejutottunk az Európa Liga rájátszásába, szóval jól sikerült a szezonkezdet. A második félidőben volt egy időszak, amikor megremegett a csapat, de cseréltünk és azt követően a hajrában sikerült befejeznünk a meccset. Az említett periódust leszámítva kontrollálni tudtuk a találkozót, jól passzoltunk, helyzeteket alakítottunk ki és nem engedtük lehetőségekhez a Mezőkövesdet. A hazaiaknak köszönjük szépen a vendéglátást és sok sikert kívánunk nekik a folytatáshoz! A jövő héten nincs hétközi találkozó, így az edzések mellett a regenerációnak is nagy szerepe lesz a programban.
 A székesfehérváriak a mostani szezonban még nem nyertek pályaválasztóként bajnoki mérkőzést, ugyanakkor a Puskás Akadémia ellen nyertek a Pancho Arénában. Mi több, az FK Balzan és a Girondins de Bordeaux ellen is győztek, a nemzetközi porondon. Hosszú hetek után ez lesz az első bajnoki mérkőzésük, amely előtt nem játszottak a héten Európa Liga-selejtezőt. A Debrecen két vereséggel kezdte a szezont, azóta kétszer döntetlent játszott, még nyeretlen. A Loki a Videoton vendégeként 2014 októberében tudott legutóbb győzni, a legutóbbi négy meccset, helyszíntől függetlenül a Videoton megnyerte. Meglepő, de igaz: majdnem tíz éve, 2007 novemberében játszott egymással legutóbb döntetlent a két csapat a bajnokságban.
| 5. forduló 2017. augusztus 12., szombat 20:30 (tv: M4 Sport) |

| Videoton                                            | 1 – 0               | Debrecen                                                                            |
| --------------------------------------------------- | ------------------- | ----------------------------------------------------------------------------------- |
| Lazovics (1–0) 90+7' Pataki 76' Fiola 83' Henty 83' | (0 – 0) Jegyzőkönyv | 2' Kinyik 19' Könyves 40' Filip 74' Jovanovics 84' Tőzsér 90+3' Szatmári 90+5' Nagy |

| Pancho Aréna, Felcsút Nézőszám: 1 949 Játékvezető: Kassai Viktor (magyar) Asszisztensek: Tóth II. Vencel és Varga Zsolt |

- A Videoton FC először nyert hazai bajnoki mérkőzést az idényben, de másodszor nyert OTP Bank Liga-mérkőzést, miután a Puskás Akadémiát is legyőzte a Pancho Arénában.
- A legutóbbi két hazai bajnokiján a Vidi három gólt szerzett az utolsó tíz percben, s ezzel három ponttal többet tudhat a magáénak: most az 5. fordulóban: Videoton-DVSC 1-0, gólszerző Lazovics a 97. percben, illetve a 3. fordulóban: Videoton–Újpest 2–2, Scsepovics a 86. percben és Hadžić a 88. percben.
- A székesfehérváriak sorozatban a harminchatodik pályaválasztóként játszott bajnoki mérkőzésükön szereztek sorozatban gólt.
- Danko Lazovics az első öt fordulóból négyben szerzett gólt, csak a 3. fordulóban, az Újpest ellenin nem.
- A Videoton FC sorozatban a nyolcadik, a DVSC elleni bajnoki mérkőzését nyerte meg: (2017–2018-as szezon: 5. forduló: Videoton-DVSC 1-0, 2016–2017-es szezon: 7. forduló: Videoton-DVSC 5–1, 18. forduló: DVSC–Videoton 0–1, 29. forduló: Videoton–DVSC 3–2; 2015–2016-os szezon: 7. forduló: Videoton–DVSC 1–0, 18. forduló: DVSC–Videoton 1–2, 29. forduló: Videoton–DVSC 1–0; 2014–2015-ös szezon: 26. forduló: DVSC–Videoton 1–2).
- A DVSC még nyeretlen a mostani bajnoki idényben, három vereséggel és két döntetlennel áll.
- A debreceniek a legutóbbi négy idegenbeli mérkőzésén egyaránt egy-egy gólt kaptak: (5. forduló: Videoton–DVSC 1–0, 3. forduló: Paks–DVSC 1–1, 2. forduló: Haladás–DVSC 1–0, 2016–17-es szezon 33. forduló: DVTK–DVSC 1–3).[6]

| 7. forduló 2017. augusztus 27., vasárnap 19:30 (tv: M4 Sport) |

| Videoton                                                                                        | 3 – 1               | Ferencváros                                          |
| ----------------------------------------------------------------------------------------------- | ------------------- | ---------------------------------------------------- |
| Pátkai 59' (1–0) 12' Scsepovics 32' (2–0) 48' Stopira 83' (3–0) 83' Lazovics 27' Szolnoki 90+2' | (1 – 0) Jegyzőkönyv | 89' (3–1) Priskin 43' Batik 86' Otigba 90+2' Pedroso |

| Pancho Aréna, Felcsút Nézőszám: 2 862 Játékvezető: Solymosi Péter (magyar) Asszisztensek: Albert István és Buzás Balázs |

- Videoton: Kovácsik — Fiola, Juhász  (Szolnoki  62'), Fejes, Stopira — Nego, Varga József, Pátkai, Szuljics (Kovács  90') — Scsepovics (Hadžić  83'), Lazovics Fel nem használt cserék: Horváth (kapus), Marics, Tamás, Géresi. Vezetőedző: Marko Nikolics
- Ferencváros: Dibusz — Botka Endre, Batik, Otigba, Pedroso — Lovrencsics G., Csonka (Böde  56') — Varga Roland (Csernik  szünetben), Rui Pedro, Moutari — Priskin Fel nem használt cserék: Holczer (kapus), Kundrák, Nyéki, Bognár, Takács. Vezetőedző: Thomas Doll

A hazaiak kezdtek jobban, és fölényük már a 12. percben gólt eredményezett, Pátkai Máté 17 méterről lőtt a hálóba; (1–0). A Ferencváros a félidő végéhez közeledve magához tért, Priskin Tamás a keresztlécet találta el, majd Kovácsik védett két lövést. A fordulás után csak 4 percet kellett várni a Vidi második találatára, Suljić beadása után Scsepovics fejelt Batik mellől a hálóba; (2–0). A 61. percben Moutari egyenlíthetett volna, de hibázott ziccerben, majd Solymosi játékvezető villámlás miatt néhány percre félbeszakította a mérkőzést. A folytatás után Dibusz két nagy védéssel tartotta meccsben csapatát, ezt követően kialudtak a Pancho Aréna reflektorai, emiatt ismét meg kellett szakítani a játékot. A találkozó egy félidőnyi kényszerszünet után folytatódott. Néhány perc alatt Kovácsik és Dibusz is bemutatott egy-egy bravúrt, a 83. percben pedig megszületett a Vidi harmadik gólja, Scsepovics beadását követően Stopira lőtt a bal alsó sarokra; (3–0). A hajrában a Ferencváros megszerezte a szépítő találatot, Böde kiugratását követően Priskin Tamás megnyert egy párharcot, majd a jobb alsó sarokba helyezett, beállítva a végeredményt; (3–1). Győzelmével a Videoton FC átvette a vezetést a tabellán, pedig eggyel kevesebb mérkőzést játszott riválisainál, a Ferencváros hét forduló után az ötödik a tabellán.
- A vasárnap este fél nyolckor kezdődött mérkőzés a világító berendezés hibája miatt fél tizenegy után ért véget.
- A két a forduló előtt még veretlen közül már csupán a Videoton szerzett minden fordulóban pontot. A székesfehérváriak az előző idény utolsó fordulójában, Kispesten kaptak ki legutóbb az OTP Bank Ligában.
- Három hónap alatt a Ferencváros két bajnoki meccset játszott Felcsúton a Videoton ellen, az összesített mérleg 0 pont, 2–7-es gólkülönbség. A zöld-fehérek legutóbb 2015 decemberében nyertek bajnoki meccset a Videoton ellen.
- A Videoton 14 ponttal áll, hat mérkőzést játszva. Tavaly hét pontja volt a hatodik forduló után. A Ferencváros tízpontos, hét meccs után – szemben a tavalyi tizennégy pontos rajttal.
- Thomas Doll együttese április 15. óta tizenhárom bajnoki találkozót játszott, ezeken csak kétszer szenvedett vereséget, mindkétszer a Videoton ellen, a Pancho Arénában.
- A Ferencváros a legutóbbi négy idegenbeli bajnokiján nyeretlen maradt, mindössze két pontot szerzett.
- Pátkai Máté a negyvenegyedik gólját szerezte az élvonalban, de az elsőt a mostani idényben és az elsőt a Ferencváros ellen. Marko Scsepovics, aki gólja mellett két gólpasszal is kitűnt, a harmadik góljánál tart az OTP Bank Liga 2017–2018-as szezonjában. A legutóbbi három bajnokiján kivétel nélkül szerzett gólt. Az első és az eddigi utolsó magyarországi bajnoki gólját is a Ferencvárosnak lőtte.
- Stopira az eddigi tíz NB I-es góljából hármat a Ferencváros ellen ért el.
- A századik NB I-es mérkőzését játszó Priskin Tamás a második gólját rúgta a bajnoki idényben, a mostanit megelőzően 2015. március elsején, még a Győri ETO játékosaként talált a Videoton kapujába.[7]

| 6. forduló 2017. szeptember 6., szombat 19:30 (tv :M4 Sport) |

| Paks                                  | 1–4               | Videoton                                                                                                 |
| ------------------------------------- | ----------------- | --- |
| Bartha (1–4) 76' Gévay 63' Zachán 67' | (0–2) Jegyzőkönyv | 35'(0–1) Lazović 41'(0–2) Suljić 55'(0–3) Szabó 59'(0–4) Nego 24' Hadžić 28' Suljić 29' Juhász 86' Tamás |

| Fehérvári úti stadion, Paks Nézőszám: 800 Játékvezető: Iványi Zoltán (magyar) Asszisztensek: Albert István és Buzás Balázs |

| 8. forduló 2017. szeptember 10., vasárnap 17:00 |

| Videoton                                                                                | 3 – 1               | Swietelsky Haladás                      |
| --------------------------------------------------------------------------------------- | ------------------- | --------------------------------------- |
| Lazovics 48' (1–1) 52' Pátkai 73' (2–1) 63' Scsepovics (3–1) 90' Fejes 39' Juhász 90+3' | (0 – 1) Jegyzőkönyv | 35' (0–1) Németh 45' Ramos 58' Williams |

| Pancho Aréna, Felcsút Nézőszám: 1 771 Játékvezető: Szőts Gergely (magyar) Asszisztensek: Márkus Tamás és Szert Balázs |

- Videoton: Kovácsik — Fiola, Juhász, Fejes (Henty  szünetben), Stopira — Nego, Pátkai, Hadžić (Varga J.  77'), Szuljics (Szolnoki  88') — Lazovics, Scsepovics Fel nem használt cserék: Horváth (kapus), Kovács, Tamás, Géresi. Vezetőedző: Marko Nikolics
- Haladás: Király — Polgár, Wils, Devecseri (Schimmer  56'), Bošnjak — Kiss (Németh  33'), Jancsó (Halmosi  71'), Tóth M., Kovács L. — Ramos, Williams Fel nem használt cserék: Gyurján (kapus), Tóth D., Rácz, Martínez Vezetőedző: Pacsi Bálint

Nagy elánnal játszott a Haladás az első félidőben, miközben a Videoton játékosai tompán mozogtak. A vendégek Németh Márió első labdaérintéséből előnybe kerültek, amely Williams büntetőjével könnyen kétgólosra nőhetett volna, de az ausztrál légiós kapu mellé lőtt. Fordulást követően felpörgött a Videoton: előbb Lazovics fejesével egyenlítettek a székesfehérváriak, majd Pátkai lövésével átvették a vezetést. A szombathelyiek hátrányba kerülve is próbálkoztak becsülettel, de igazán komoly gólszerzési lehetőségük nem adódott. A mérkőzés végén még Scepovic is betalált, kialakítva ezzel a 3–1-es végeredményt. Győzelmével a Vidi immár öt ponttal vezeti a tabellát, miután a bajnok Honvéd csak döntetlent ért el Pakson.
- A Videoton sorozatban az ötödik bajnoki győzelmét aratta.
- Danko Lazovics a hatodik bajnoki gólját szerezte a szezonban, a mostani szezonban eddig mindössze két fordulóban maradt gól nélkül.
- Pátkai Máté egymást követő két hazai bajnoki mérkőzésen szerzett gólt. Marko Scsepovics a negyedik találatánál jár.
- Marko Nikolics együttese a legutóbbi három bajnoki mérkőzésén kivétel nélkül legalább három gólig jutott.
- Pacsi Bálint élete első bajnoki mérkőzésén nagyszerűen kezdett a csapata, vezetett, majd büntetőt harcolt ki. Ám Williams elrontotta.
- A Haladás a hetedik idegenbeli bajnoki mérkőzését veszítette el sorozatban.
- Németh Márió az első meccsét játszotta a mostani szezonban, legutóbb több mint egy éve, 2016. augusztus 13-án, a Diósgyőr ellen szerzett legutóbb gólt a mostani előtt az OTP Bank Ligában.[8]

| 9. forduló 2017. szeptember 16., szombat 18:00 |

| Vasas | 3 – 1               | Videoton                                                  |
| --- | ------------------- | --------------------------------------------------------- |
| Burmeister (1–1) 22' • (3–1) 82' Risztevszki (2–1) 28' James 34' Gaál 54' Vogyicska 65' Hangya 78' Remili 82' | (2 – 1) Jegyzőkönyv | 12' (0–1) 56' Pátkai 43' Fiola 54′, 89′ Nego 94′ Lazovics |

| Szusza Ferenc Stadion, Budapest Nézőszám: 2 000 Játékvezető: Andó-Szabó Sándor (magyar) Asszisztensek: Ring György és Berettyán Péter |

- Videoton: Kovácsik — Szolnoki (Kovács  66'), Fiola, Juhász, Stopira — Szuljics, Varga J. (Nego  53'), Pátkai (Géresi  82'), Henty — Lazovics, Scsepovics Fel nem használt cserék: Horváth (kapus), Fejes, Szabó, Tamás. Vezetőedző: Marko Nikolics
- Vasas: Kamenár — Šimůnek (Vogyicska  50'), James, Risztevszki — Burmeister, Vida, Berecz, Hangya (Ádám  80') — Kulcsár, Gaál, Remili (Pavlov  90+1') Fel nem használt cserék: Nagy G. (kapus), Vérgosz, Vaskó, Beneš. Vezetőedző: Michael Oenning

A Videoton kezdett kicsit aktívabban, s gyorsan meg is szerezte a vezetést, de a hátrányba kerülő Vasas felpörgette játékát, átvette a mérkőzés irányítását és megfordította az állást. A hazaiak öt percen belül voltak kétszer eredményesek, mindkétszer fejessel. A félidő hajrájában megint a Videoton támadott valamivel többet, de nem tudott helyzetet kialakítani. A második játékrészben a Videoton lépett fel kezdeményezőbben, igyekezett a kapuja elő szorítani a Vasast, amely azonban az ellentámadásokból többször is nagy helyzetet alakított ki. Ezek közül az egyik, a hajrában góllal zárult, ami el is döntötte a három pont sorsát. A Videoton kettős emberhátrányban fejezte be a mérkőzést, mert az 55. percben csereként beállt Negot a játékvezető második sárgával a 90. percben kiállította, majd Danko Lazovics vonult az öltözőbe könyöklése után a 94. percben.
Nyilatkozatok a mérkőzés után:
Talán meglepetés a győzelmünk, mindenesetre szép siker. Jó érzés, hogy nem az ellenfél játékosainak, hanem a sajátjaimnak kell gratulálni. Kezd visszatérni az a frissesség, amelyet az előző szezonban láttam a srácokon. Szöglet- és szabadrúgások után szereztük a gólokat, ráadásul két belső védőnk volt eredményes. A megbeszélt taktikát jól követték a játékosok, tudtuk, mit akarunk csinálni, nem hagytunk területet az ellenfélnek. Mentálisan is erősek voltunk, hiszen hátrányból álltunk fel. Rengeteg volt a sárga lap, volt két kiállítás is, tele vagyunk kék folttal, felrepedt szemöldökkel, kell néhány nap, mire mindenki rendbe jön. Külön öröm, hogy a Vasas az első csapat, amely legyőzte ebben a szezonban a Videotont. Ezzel a győzelemmel ismét versenyben vagyunk, célba vesszük a dobogót.
Jó sorozatban voltunk, ezt a mérkőzést is remekül kezdtük, kontrolláltuk a játékot, gólt is lőttünk, csakhogy huszonöt perc után elhittük, vége a mérkőzésnek, ezt a találkozót már megnyertük. Nem így lett. Vissza kell térnünk a földre, nem úgy van az, hogy utána csak úgy elfutballozgatunk. Két gólt rögzített játékhelyzetből kaptunk, eddig a szezonban egyet sem kaptunk ilyen szituációkból. Pedig készültünk rá, hogy két jól fejelő játékosa is van a Vasasnak. Sajnos nem játszottunk jól, ellenfelünk megérdemelten nyert. Újra meg kell találnunk azt a harci szellemet, ami eddig jellemezte a csapatot. Veszíteni sohasem jó, ez a pofon talán idejében érkezett – fogalmazott a szakember, aki a meccs végén kapott két piros lapról nem kívánt bővebben nyilatkozni. – Sok mindent tudnék mondani. De legyen elég annyi, tudjuk, kinek kellett volna a pályán zajló eseményeket kézben tartania…
- A Vasas pályaválasztóként a legutóbbi négy mérkőzésén tíz pontot szerzett.
- Marko Nikolics együttese először nem nyert vendégként az OTP Bank Liga 2017–2018-as idényében.
- Felix Burmeister az első magyarországi idényében 27 bajnoki három gólt szerzett. A másodikban már a kilencedik fordulóban eljutott háromig. Kire Risztevszki a harmadik gólját szerezte az NB I-ben, tavasszal a Mezőkövesd és a Haladás kapuját vette be.
- A Videoton FC először szenvedett vereséget a bajnoki szezonban.
- A székesfehérváriak először kaptak három gólt az OTP Bank Ligában elveszített mérkőzésen 2015. augusztus 8. óta. Akkor a Ferencvárostól kaptak ki.
- A vendégek közül ketten, Nego (89') és Lazovics (94') piros lapot kaptak. Danko Lazovicsot másodszor állították ki magyarországi karrierje során, mindkétszer a Vasas elleni idegenbeli mérkőzésen. Loïc Nego is a második piros lapját kapta, az elsőt még 2013. novemberben.
- A Vasas a legutóbbi öt mérkőzésén veretlen maradt a Videoton FC ellen.[10]

| 10. forduló 2017. szeptember 23., szombat 20:30 (tv: M4 Sport) |

| Videoton        | 1 – 1               | Budapest Honvéd                |
| --------------- | ------------------- | ------------------------------ |
| Hadzic (1–0) 3' | (1 – 1) Jegyzőkönyv | 40' (1–1) Holender 29' Lovrics |

| Pancho Aréna, Felcsút Nézőszám: 2 449 Játékvezető: Bognár Tamás (magyar) Asszisztensek: Buzás Balázs és Georgiou Theodoros |

- Videoton: Kovácsik — Fejes, (Szolnoki  szünetben), Fiola, Juhász , Stopira — Pátkai (Géresi  88'), Hadžić, Szuljics, Kovács (Varga  65') — Henty, Scsepovics  Fel nem használt cserék: Horváth T. (kapus), Szabó B., Mocsi, Tamás. Vezetőedző: Marko Nikolics
- Budapest Honvéd: Gróf — Baráth, Lovrics, Kamber , Latifu — Gazdag, Nagy, Tömösvári (Banó-Szabó  szünetben), Holender (Bobál  71') — Eppel, Lanzafame  Fel nem használt cserék: Horváth (kapus), Deák, Pölöskei, De Oliveira, Laczkó. Vezetőedző: Erik van der Meer

 A Videoton első bajnokcsapatában pályaedzőként fontos szerepet vállaló Bódog Tamás eddigi legrosszabb periódusát éli meg a Diósgyőr vezetőedzőjeként, a legutóbbi három fordulóban nem szerzett pontot a csapata. A hazai pályának választott Nagyerdei stadionban csak a Mezőkövesdet tudta legyőzni, pozitívum ellenben, hogy mindhárom mérkőzésén szerzett két gólt. A Videoton az utóbbi hetekben megtorpant, a legutóbbi két fordulóban összesen egy pontot szerzett, ráadásul legjobb játékosa, Danko Lazovics továbbra is az eltiltását tölti. A legutóbbi, a Vasas elleni vereség előtt kiváló volt Marko Nikolics csapatának idegenbeli bajnoki mérlege: három mérkőzés, három győzelem.
| 11. forduló 2017. szeptember 30., szombat 18:00 |

| Diósgyőr                                                  | 2 – 3               | Videoton                                                                           |
| --------------------------------------------------------- | ------------------- | ---------------------------------------------------------------------------------- |
| Ugrai (1–0) 17' Jóannidisz (2–2) 78' Karan 47' Szarka 85' | (1 – 0) Jegyzőkönyv | 54' (1–1) Hadžić 72' (1–2) 45' Henty 86' (2–3) 56' Pátkai 90+1' Nego 90+4' Stopira |

| Nagyerdei stadion, Debrecen Nézőszám: 1 322 Játékvezető: Farkas Ádám (magyar) Asszisztensek: Huszár Balázs és Varga Gábor |

- Videoton: Kovácsik — Nego, Juhász, Fiola, Stopira — Suljić (Szolnoki  90+1'), Varga J., Pátkai, Hadžić — Henty (Géresi  77'), Scsepovics (Tamás K.  90+3') Fel nem használt cserék: Horváth (kapus), Fejes, Szabó B., Tóth B.. Vezetőedző: Marko Nikolics.
- Diósgyőr: Antal — Nagy, Lipták, Karan, Tamás M. (Makrai  77') — Vela, Busai (Kocsis  60'), Nono, Ugrai — Szarka, Jóannidisz Fel nem használt cserék: Bukrán (kapus), Óvári, Tóth B., Forgács, Eperjesi. Vezetőedző: Bódog Tamás.

Az első játékrészben egyértelműen a pályaválasztó diósgyőriek akarata érvényesült. Bódog Tamás együttese agresszív játékával meglepte az éllovast, és a 17. percben Ugrai Roland balról, az alapvonaltól 20 méterre lövésre vállalkozott, és hatalmas gólt lőtt a léc alá; (1–0). A fordulás után más felfogásban futott ki a vendégcsapat a pályára, átvette a játék irányítását, s korán megszerezte az egyenlítő találatot: az 54. percben jobboldali támadás végén Scsepovics találta el a rövid oldalon a felső lécet, a kipattanóra Anel Hadžić érkezett, és a hálóba lőtt; (1–1). Sőt, a játékrész közepére fordított is a vendég csapat: a 72. percben gyors támadás végén Nego jobb oldali beadását a kapu előteráből lőtte a hálóba Ezekiel Henty; (1–2). A folytatásra a DVTK nem esett össze, hat perc múlva egyenlített: a 78. percben, az előtte 1 perccel cserekén beálló Makrai okosan nem a kapu elé tette jobbról a labdát, hanem visszafelé az érkező Nikólaosz Jóannidisz elé, aki nagy gólt ragasztott a bal fölső sarokba; (2–2). Az utolsó szó a hajrában komoly energiákat mozgósító Videotoné lett, mely Pátkai találatával megszerezte a győzelmet: a 86. percben, a szintén csereként beállt Géresi jobb oldali beadását középen Pátkai Máté lőtte a hálóba; (2–3), ezzel megőrizte helyét a tabella élén.

### Második kör
Horváth Ferenc csapata a legutóbbi három fordulóban pont nélkül maradt, egyetlen győzelmét augusztus 5-én, a Diósgyőr ellen érte el. A hazai mérlege egy győzelem, négy vereség, csak a DVTK és a Ferencváros ellen szerzett eddig gólt, igaz, e két találkozón összesen hatot. Eddigi legnagyobb bravúrja a Videoton elleni idegenbeli pontszerzés volt Felcsúton, az első fordulóban. Érdekes, hogy a kapott gólokat tekintve a mezőny első felébe tartozna a Balmazújváros – magyarul hat rivális is több gólt kapott nála. A Videoton ugyan nyert a legutóbbi fordulóban a Diósgyőr elleni, debreceni találkozón, de az előző hetekben közel sem volt olyan meggyőző a játéka, mint korábban. Danko Lazovics még ezen a mérkőzésen is hiányzik majd a csapatból. A fehérváriak a Vasas elleni vereségtől eltekintve minden idegenbeli bajnoki meccsüket megnyerték a szezonban.
| 12. forduló 2017. október 14., szombat 15:30 |

| Balmaz Kamilla Gyógyfürdő                      | 1 – 1               | Videoton                             |
| ---------------------------------------------- | ------------------- | ------------------------------------ |
| Andrics 44' (1–1) 43' Horváth L. 80' Zsiga 80' | (1 – 1) Jegyzőkönyv | 11' (0–1) M. Scsepovics 80' Vinícius |

| Városi Sportpálya, Balmazújváros Nézőszám: 1 438 Játékvezető: Erdős József (magyar) Asszisztensek: Buzás Balázs és Bornemissza Norbert |

| 13. forduló 2017. október 21., szombat 15:30 |

| Videoton                                                                   | 2 – 0               | Puskás Akadémia                           |
| -------------------------------------------------------------------------- | ------------------- | ----------------------------------------- |
| Juhász (1–0) 88' Henty 83' (2–0) 90+1' Vinícius 50' Fiola 50' Lazovics 50' | (0 – 0) Jegyzőkönyv | 29' Perošević 56' Balogh B. 90+1' Patrick |

| Hidegkuti Nándor Stadion, Budapest Nézőszám: 1 108 Játékvezető: Kassai Viktor (magyar) Asszisztensek: Varga Gábor, Szécsényi István |

| 14. forduló 2017. október 28., szombat |

| Újpest                                                                                   | 2 – 2               | Videoton                                                                                  |
| ---------------------------------------------------------------------------------------- | ------------------- | ----------------------------------------------------------------------------------------- |
| Pauljevics (1–2) 50' Tischler (2–2) 73' Zsótér 45' Pávkovics 64' Nagy 74' Szankovics 82' | (0 – 2) Jegyzőkönyv | 1' (0–1) Henty 5' (0–2) 37′ A. Hadžić 57' M. Scsepovics 59' Stopira 59' Pátkai 89′ Suljić |

| Szusza Ferenc Stadion, Budapest Nézőszám: 1 593 Játékvezető: Solymosi Péter (magyar) Asszisztensek: Király Krisztián, Kóbor Péter |

Mérkőzés utáni nyilatkozatok:
Egyet kell értenem a kollégámmal, az első félidőben valóban jobb volt a Vidi. Sokkolt minket a gól, nehezen jöttünk ebből vissza, sok olyan hibát vétettünk, amelyeket nem szoktunk. Hadzic, Scsepovics és Henty előtt is emiatt adódtak lehetőségek. A második félidőben időben szépítettünk majd továbbra is türelmesen játszottunk. Sikerült kiegyenlítenünk, de mégsem lehetek teljesen elégedett, mert a büntetővel nyerhettünk volna. A büntető amúgy megmutatta, mi is a mi gondunk. Ha emlékeznek Diagne-re, ő akkor is bevágta a büntetőt, amikor az egész stadion ellene volt. Aztán rúgott még egyet, majd összesen 10-et. Ő ilyen karakter volt. Az első félidőben nem láttam ilyen erős karaktert a csapatomban. A második félidő már jobb volt. Gratulálok a csapatnak, hogy kétgólos hátrányról visszajöttek, valamint gratulálok Marko Nikolicsnak is, mert az első félidőben valóban jó teljesítményt nyújtott az együttese.”
„Nehéz erről a meccsről beszélni. Leginkább az első félidőt tudom értékelni, akkor jól játszottunk, hamar megszereztük a vezetést, kapufánk is volt, a hazaiakat pedig távol tudtuk tartani a kapunktól. Talán a szezon legjobb játéka volt ez tőlünk, ugyanúgy kontrolláltuk a találkozót, ahogyan a múlt héten a Puskás Akadémia ellen – talán még jobban is. A második félidő csúnya volt. A lelátón és a pályán is olyan dolgok történtek, amelyek nagyon rossz képet festenek a labdarúgásról, valamint más fontos, emberi értékekről is. Nem voltunk elég okosak, nem kezeltük jól ezt a helyzetet. Azt mondtam a fiúknak, hogy nekünk ennél jobbnak kell lennünk. Férfiasan kell viselnünk azt, ha ilyen helyzetek adódnak. Focizni tudnak a játékosok, ezt az első félidőben is láttuk. Nehéz helyzetben vagyok, mert egyrészt meg kell védenem a játékosokat, tudniuk kell, hogy mellettük állok. Ugyanakkor kritizálnom is kell őket ha úgy adódik, azt pedig nekik is elmondtam, hogy máshogy kell kezelniük azt, ha legközelebb ilyen helyzetbe kerülnek.”
| 15. forduló 2017. november 4., szombat 15:30 |

| Videoton                                                                               | 4 – 0               | Mezőkövesd           |
| -------------------------------------------------------------------------------------- | ------------------- | -------------------- |
| Lazovics (1–0) 7' • (4–0) 66' Henty (2–0) 17' M. Scsepovics (3–0) 36' 47' Vinícius 61' | (3 – 0) Jegyzőkönyv | 13' Szalai 25' Cseri |

| Pancho Aréna, Felcsút Nézőszám: 1 347 Játékvezető: Karakó Ferenc (magyar) Asszisztensek: Varga Gábor, Szalai Balázs |

A székesfehérváriak a Ferencvároshoz hasonlóan 32 pontot szereztek idáig a bajnokságban, a fejéri csapat a jobb gólkülönbségének köszönhetően áll a tabella élén. A Vidi két legutóbbi idegenbeli mérkőzésén sem tudott nyerni, előbb a Balmazújváros vendégeként ért el 1–1-es döntetlent, majd az Újpest otthonában, a Szusza Ferenc Stadionban játszott 2–2-t. Érdekesség, hogy a székesfehérváriak ezen az összecsapáson már az 5. percben két góllal vezettek, ám Hadzic kiállítása döntőnek bizonyult. A második játékrészben jó játékának köszönhetően kiegyenlítettek a lila-fehérek, majd Tischler Patrik révén a három pontot is megszerezhették volna, ám a 92. percben Kovácsik Ádám kivédte az újpesti támadó büntetőjét. A Videoton a legutóbbi fordulóban a Mezőkövesdet fogadta a Pancho Arénában, ahol Lazovics duplájával, valamint Henty és Scsepovics góljával aratott magabiztos, 4–0-s sikert.
A DVSC legutóbb a Ferencváros otthonában közel húszezer néző előtt lépett pályára a Groupama Arénában, ahol Varga Roland és Priskin Tamás góljára ugyan válaszol Alekszandar Jovanovics, de az egyenlítés nem sikerült, így 2–1-es vereséget szenvedett. Ezzel a pontvesztéssel megszakadt a Loki nagyszerű, kilenc meccsen át tartó veretlenségi szériája.
A két csapat az OTP Bank Liga 5. fordulójában találkozott először egymással az idei kiírásban. A mérkőzést Felcsúton, a Pancho Arénában rendezték, ahol egészen a 96. percig gól nélkül álltak a felek, ám ekkor tizenegyest ítélt a játékvezető a hazai csapat számára. Danko Lazovics nem hibázott, ezzel 1–0-ra nyertek a hazaiak.
A két csapatnak a szombati lesz a 73. egymás elleni találkozója. Az örökmérleg 30 hajdúsági sikert, 14 döntetlent és 28 székesfehérvári győzelmet mutat, a gólkülönbség 103–92 a debreceniek javára.
A vendégeknél biztosan nem lehet ott a pályán a hétközi, Costa Rica elleni válogatott mérkőzésen sérülést szenvedett Pátkai Máté és Paulo Vinícius, az eltiltását töltő Asmir Suljics, valamint a még mindig sérült Kovács István sem, míg a Lokiban Sós Bence, Varga Kevin, Justin Mengolo és Könyves Norbert játéka kérdéses.
A Debreceni VSC vezetőedzője, Herczeg András a mérkőzés előtt elmondta, az egész csapatnak motiváltan kell pályára lépni és hazai környezetben bravúrt szeretne elérni a Loki:
Biztos vagyok benne, hogy a szombati mérkőzés más lesz, mint az augusztusi, hisz azóta sok minden történt. A Videoton más stílusban játszik, és nálunk is voltak szerkezeti és személyi változások. A székesfehérvári együttes minőségi játékosokkal rendelkezik, nem véletlenül a bajnokság egyik esélyes gárdája. Sajnos továbbra is vannak problémáink, sok a sérült játékosunk. Azok a labdarúgók, akik felépültek, kérdés, milyen állapotban vannak, hisz hosszú ideig nem álltak a rendelkezésünkre. Ettől függetlenül hazai környezetben bravúrt szeretnénk elérni a Videoton ellen. Ehhez leginkább arra van szükség, hogy mindenki a legtöbbet hozza ki magából. Fontos lesz, hogy stabilan és együttesen védekezzünk. Ellenfelünk nemcsak a pozíciós játékban jó, hanem nagyszerűen kontrázik, amelyhez megvannak a gyors labdarúgói. Ettől függetlenül arra törekszünk, hogy megállítsuk a Vidi akcióit. A győzelem érdekében az egész csapatnak motiváltnak kell lenni, hisz a Székesfehérvár ellen csak úgy tudunk eredményt elérni, ha mindenki a tudása legjavát nyújtja.
| 16. forduló (1338. élvonalbeli mérkőzés) 2017. november 18., szombat 19:30 (tv: M4 Sport) |

| Debreceni VSC                                   | 2 – 5               | Videoton |
| ----------------------------------------------- | ------------------- | --- |
| Könyves (1–2) 26' Takács (2–5) 90+1' Tőzsér 30' | (1 – 2) Jegyzőkönyv | 11' (0–1) • 59' (1–3) • 65' (1–4) 31' M. Scsepovics 22' (0–2) Nego 82' (1–5) Géresi 30' Lazovics 55' Fejes 58' A. Hadžić 78' Nego |

| Nagyerdei stadion, Debrecen Nézőszám: 3 169 Játékvezető: Farkas Ádám (magyar) Asszisztensek: Tóth II. Vencel és Szécsényi István |

- Debreceni VSC: Nagy S. — Bényei, Kinyik, Szatmári, Ferenczi — Varga K. (Sós  79'), Jovanovics (Csősz  88'), Tőzsér , Bódi — Könyves, Mengolo (Takács  63') • Fel nem használt cserék: Szabados (kapus), Filip, Tisza, Mészáros N. • Vezetőedző: Herczeg András
- Videoton: Kovácsik — Fiola, Fejes, Juhász  (Tóth B.  84'), Stopira — Nego, Varga J., A. Hadžić, Géresi — Lazovics (Szolnoki  69') — M. Scsepovics (Tamás K.  90+3') • Fel nem használt cserék: Horváth (kapus), Szabó B., Mocsi, Réti • Vezetőedző: Marko Nikolics

Lendületesen kezdte a mérkőzést mindkét csapat, előbb a Videoton, majd a Debrecen hagyott ki egy százszázalékos helyzetet. A folytatásban aztán már gólokat is láthatott közönség, az első félórában a vendégek kétszer is bevették a debreceniek kapuját, amire a hazaiak csak egyszer válaszoltak. Szünet után egyre inkább a Videoton akarata érvényesült, a találkozón három gólig jutó Scepovic rövid idő alatt kétszer is betalált, a debreceniek viszont nem tudtak újítani, sőt a hajrában tovább növelte előnyét a székesfehérvári gárda. A hosszabbításban ugyan még szépített a Loki, de a második félidőre széteső DVSC ellen ilyen arányban is megérdemelten nyert a Videoton.
| 17. forduló 2017. november 25., szombat |

| Videoton                                                                        | 2 – 0               | Paks                   |
| ------------------------------------------------------------------------------- | ------------------- | ---------------------- |
| Lazovics (1–0) 32' (11-esből) Nego (2–0) 85' A. Hadžić 19' Fejes 27' Pátkai 38' | (1 – 0) Jegyzőkönyv | 18' Simon Á. 18' Gévay |

| Pancho Aréna, Felcsút Nézőszám: 1 521 Játékvezető: Kassai Viktor (magyar) Asszisztensek: Georgiou Theodoros, Huszár Balázs |

| 18. forduló 2017. december 2., szombat 19:30(tv: M4 Sport) |

| Ferencváros                                                                       | 3 – 1               | Videoton                                                  |
| --------------------------------------------------------------------------------- | ------------------- | --------------------------------------------------------- |
| Szpirovszki (1–0) 34' Paintsil (2–0) 44' Moutari (3–1) 83' Dibusz 54' Leandro 81' | (2 – 0) Jegyzőkönyv | 74' (2–1) Lazovics 22' Fiola 36' M. Scsepovics 41' Juhász |

| Groupama Aréna, Budapest Nézőszám: 9 384 Játékvezető: Iványi Zoltán (magyar) Asszisztensek: Albert István, Medovarszki János |

| 19. forduló 2017. december 9., szombat 15:30 |

| Swietelsky Haladás                   | 1 – 0               | Videoton                                    |
| ------------------------------------ | ------------------- | ------------------------------------------- |
| Mészáros K. (1–0) 90+2' 90' Wils 24' | (0 – 0) Jegyzőkönyv | 29' Nego 34' Fejes 67' Pátkai 79' A. Hadžić |

| Káposztás utcai Stadion, Sopron Nézőszám: 5 500 Játékvezető: Kassai Viktor (magyar) |

| 20. forduló 2018. február 10., szombat 17:00 |

| Videoton                                                               | 2 – 1               | Vasas                                                        |
| ---------------------------------------------------------------------- | ------------------- | ------------------------------------------------------------ |
| A. Hadžić (1–0) 26' 79' S. Scsepovics (2–1) 60' Lazovics 70' Fiola 93' | (1 – 1) Jegyzőkönyv | 40' (1–1) Ádám 51' Risztevszki 62' Barczi 72′ Burmeister 88' |

| Pancho Aréna, Felcsút Nézőszám: 1 525 Játékvezető: Szabó Zsolt (magyar) Asszisztensek: Kóbor Péter, Márkus Tamás |

| 21. forduló 2018. április 11., szombat 18:00 |

| Budapest Honvéd                         | 1 – 4               | Videoton |
| --------------------------------------- | ------------------- | --- |
| Lanzafame 34' (1–2) 57' Ikenne-King 43' | (0 – 1) Jegyzőkönyv | 35' (0–1) Nikolov 54' (0–2) • 80' (1–4) Lazovics 65' (1–3) Vinícius 31' Kovácsik 43' Huszti 50' Juhász 57' A. Hadžić 63' Nego |

| Bozsik József Stadion, Budapest Nézőszám: 1 903 Játékvezető: Bognár Tamás (magyar) Asszisztensek: Georgiou Theodoros és Szécsényi István |

- Videoton: Kovácsik — Nego, Juhász , Vinícius, Stopira — A. Hadžić (Varga J.  87') — Nikolov, Pátkai — Huszti (Kovács  81') — S. Scsepovics, Lazovics (M. Scsepovics  83') • Fel nem használt cserék: Tujvel (kapus), Fiola, Tamás K., E. Hadzic • Vezetőedző: Marko Nikolics
- Budapest Honvéd: Gróf — Heffler T., Kamber , Košút, Ikenne-King (Kukoč  57') — Gazdag, Nagy, Holender (Lukács  72'), Banó-Szabó (Májer  75') — Lanzafame, Eppel • Fel nem használt cserék: Horváth (kapus), Pölöskei, Lovrics, Tömösvári • Vezetőedző: Erik van der Meer

Örökmérleg a mérkőzés előtt: 98 első osztályú mérkőzés, 46 honvédos és 34 fehérvári sikerrel, 139, ill. 107 rúgott góllal. Az első félidőben a kemény játék miatt feszült volt a hangulat a pályán. Valamivel többet birtokolták a labdát a kispestiek, ennek ellenére egyetlen alkalommal sem kísérleteztek kapura lövéssel. A székesfehérváriak hat próbálkozásból ötször veszélyeztettek, és a macedón Boban Nikolov egy szabadrúgás után a vezetést is megszerezte. A szünet után Danko Lazovic növelte a Videoton előnyét, és bár Davide Lanzafame szépített, Vinícius révén ismét két góllal vezettek a vendégek. Stopira is betalált, de les miatt ezt a játékvezető nem adta meg, azonban Lazovic második góljával tovább nőtt a különbség. A második félidőben a hazaiak komoly védelmi hibákkal segítették ellenfelüket, így nem lehetett esélyük a pontszerzésre.
| 22. forduló 2018. február 24., szombat 19:30 |

| Videoton | 4 – 1               | Diósgyőr                                   |
| --- | ------------------- | ------------------------------------------ |
| Lazovics 67' (1–0) 21' • (2–0) 26' S. Scsepovics (3–0) 58' Nego (4–1) 90+3' Nikolov 24' Pátkai 48' Fiola 75' | (2 – 0) Jegyzőkönyv | 78' (3–1) Óvári 73' Nagy T. 83' Jóannidisz |

| Pancho Aréna, Felcsút Nézőszám: 2 107 Játékvezető: Vad II István (magyar) Asszisztensek: Tóth II. Vencel, Albert István |

### Harmadik kör
| 23. forduló 2018. március 17., szombat 17:00 (tv: M4 Sport) |

| Videoton                                      | 1 – 0               | Balmaz Kamilla Gyógyfürdő |
| --------------------------------------------- | ------------------- | ------------------------- |
| Juhász (1–0) 84' Huszti 76' M. Scsepovics 85' | (0 – 0) Jegyzőkönyv | 53' Andrics 85' Rus       |

| Pancho Aréna, Felcsút Nézőszám: 1 169 Játékvezető: Farkas Ádám (magyar) Asszisztensek: Kóbor Péter és Szécsényi István |

- Videoton: Kovácsik — Nego, Juhász , Fiola, Stopira — Nikolov (Kovács  68'), A. Hadžić, Pátkai (Huszti  60') — Lazovics — S. Scsepovics, M. Scsepovics (Varga J.  86') • Fel nem használt cserék: Tujvel (kapus), Vinícius, Tamás K., E. Hadžić. • Vezetőedző: Marko Nikolics
- Balmazújváros: Horváth — Póti, Rus, Tamás, Uzoma — Vajda, Sigér , Maiszuradze (Zsiga  86'), Haris — Sindagoridze (Arabuli  61'), Andrics (Rudolf  74') • Fel nem használt cserék: Szécsi (kapus), Erdei, Jagodics, Batarelo • Vezetőedző: Horváth Ferenc

Az első félórában a hazaiak birtokolták többet a labdát, fölényükre jellemző volt, hogy a Balmazújváros alig lépte át a félpályát. Ezt követően kiszabadultak a vendégek a szorításból, de igazi gólhelyzet csak a Videoton előtt adódott az utolsó percben: egy sarokrúgás után Marko Šćepović két méterről az előtte fekvő védőbe lőtt. A második félidő elején aktívabban kezdett a Balmazújváros, de nem tartott sokáig a lendületük. A fehérváriak elkeseredetten harcoltak a győzelemért, de veszélyt csak a vendégek kontratámadásai hordoztak magukban. Mégis a Videoton szerezte meg a vezetést, miután Juhász Roland fejjel volt eredményes; (1–0). Mint utóbb kiderült, a csapatkapitány gólja győzelmet eredményezett a hazaiak számára. A meccs 60. percében a fehérváriaknál pályára lépett Huszti Szabolcs, aki 4679 nap elteltével tért vissza az NB I-be, legutóbb 2005. május 26-án a Budapest Honvéd-Ferencváros találkozón játszott a magyar élvonalban.
| Csapat        | Labdabirtoklás (%) | Labdabirtoklás (perc) | Lövés | Kaput talált lövés | Ebből gól | Szöglet | Szabálytalanság | Sárga lap | Piros lap | Párharc | Ebből megnyert | Passzok | Ebből sikeres |
| ------------- | ------------------ | --------------------- | ----- | ------------------ | --------- | ------- | --------------- | --------- | --------- | ------- | -------------- | ------- | ------------- |
| Videoton      | 64%                | 1986                  | 10    | 6 (60%)            | 1 (17%)   | 9       | 11              | 2         | 0         | 138     | 74 (54%)       | 606     | 494 (82%)     |
| Balmazújváros | 36%                | 1116                  | 7     | 3 (43%)            | 0 (0%)    | 5       | 15              | 2         | 0         | 138     | 64 (46%)       | 327     | 242 (74%)     |

| 24. forduló 2018. március 31., szombat 17:00 |

| Puskás Akadémia                      | 0 – 0               | Videoton                                      |
| ------------------------------------ | ------------------- | --------------------------------------------- |
| Zsidai 41' Osváth 68' Trajkovski 87' | (0 – 0) Jegyzőkönyv | 11' Juhász 25' Fiola 41' Hadzics 64' Lazovics |

| Pancho Aréna, Felcsút Nézőszám: 1 825 Játékvezető: Szabó Zsolt (magyar) |

| 25. forduló 2018. április 7., szombat 19:30 |

| Videoton                                                 | 3 – 0               | Újpest                                |
| -------------------------------------------------------- | ------------------- | ------------------------------------- |
| Szkepovics Sz. (1–0) 19' Huszti (2–0) 54' Nego (3–0) 84' | (1 – 0) Jegyzőkönyv | 45' Kálnoki Kis 78' Nagy 87' Novothny |

| Pancho Aréna, Felcsút Nézőszám: 2 568 Játékvezető: Andó-Szabó Sándor (magyar) Asszisztensek: Berettyán Péter, Lémon Oszkár |

| 26. forduló 2018. április 14., szombat 17:00 |

| Mezőkövesd                     | 0 – 0       | Videoton                                                                         |
| ------------------------------ | ----------- | -------------------------------------------------------------------------------- |
| Drazics 17' Tóth 30' Cseri 35' | Jegyzőkönyv | 21' Hadzics 32' Juhász 54' Fiola 58' Pátkai 73' Huszti 78' Hadzics E. 79' Kovács |

| Városi stadion, Mezőkövesd Nézőszám: 2 325 Játékvezető: Kassai Viktor (magyar) Asszisztensek: Buzás Balázs, Szert Balázs |

| 27. forduló 2018. április 21., szombat 19:30 (tv: M4 Sport) |

| Videoton                                                                  | 1 – 0               | Debreceni VSC                           |
| ------------------------------------------------------------------------- | ------------------- | --------------------------------------- |
| M. Scsepovics (1–0) 20' Vinícius 54' Nikolov 61' Stopira 65' Lazovics 88' | (1 – 0) Jegyzőkönyv | 82' Varga K. 87' Szatmári 90+2' Mengolo |

| Pancho Aréna, Felcsút Nézőszám: 2 524 Játékvezető: Vad II István (magyar) Asszisztensek: Albert István és Varga Zsolt |

- Videoton: Kovácsik — Nego, Juhász , Vinícius, Stopira — Kovács, Nikolov, Huszti (Fiola  83') — S. Scsepovics, Lazovics (Szolnoki  90+2'), M. Scsepovics (Varga J.  68') • Fel nem használt cserék: Tujvel (kapus), Tamás K., Tóth, E. Hadžić. • Vezetőedző: Marko Nikolics
- Debreceni VSC: Nagy S. — Jovanovics, Kinyik, Szatmári, Barna (Sós  62') — Varga K. (Tisza  86') Tőzsér , Filip — Takács (Mengolo  68'), Tabakovics • Fel nem használt cserék: Košický (kapus), Kuti, Bereczki • Vezetőedző: Herczeg András

A mérkőzés kezdete előtt 45 perccel a kezdőcsapat balhátvédje, Bényei Balázs émelygésre, szédülésre panaszkodott, így nem tudta vállalni a játékot, Bódi Ádám és Könyves Norbert szintén kihagyta a találkozót, a kupameccsen sérültek meg. Herczeg András vezetőedző egy mérkőzéses eltiltása miatt csak a nézőtéren foglalhatott helyet, a pályaedző Bücs Zsolt helyettesítette a kispadon. A Videotonnak volt egy 19 évig tartó otthoni veretlenségi sorozata a Debrecennel szemben, nevezetesen, 1981 és 2000 között 11-szer győzedelmeskedtek a 3 döntetlen mellett.
Nagy iramban kezdték a találkozót a csapatok. A Videoton a 20. percben szerzett vezetést: egy szögletrúgást követő kavarodás után Marko Scsepovics lőtte a labdát egy lépésről a hálóba; (1–0). A fehérváriak a szünetig hátralévő időben sem vettek vissza a tempóból és több lehetőséget kialakítottak a debreceniek kapuja előtt, ám újabb gólt nem szereztek. Fordulást követően kiegyenlítettebb lett a játék. A Debrecen az egyenlítésért küzdött, ám említésre méltó helyzetet nem alakított ki Kovácsik Ádám kapujánál, míg a Vidi biztosan őrizte előnyét. A Videoton FC sorozatban tizedik alkalommal győzte le a Debrecent, és sikerével élre állt a tabellán, két ponttal előzi meg a Ferencvárost.
| Csapat         | Lövés | Kaput talált lövés | Ebből gól | Szöglet | Szabálytalanság | Les | Sárga lap | Piros lap | Passz | Sikeres passz | Labdabirtoklás | Párharc | Megnyert párharc |
| -------------- | ----- | ------------------ | --------- | ------- | --------------- | --- | --------- | --------- | ----- | ------------- | -------------- | ------- | ---------------- |
| 1. félidő után |       |                    |           |         |                 |     |           |           |       |               |                |         |                  |
| Videoton       | 9     | 4 (44%)            | 1 (25%)   | 4       | 2               | 1   | 0         | 0         | —     | —             | —              | —       | —                |
| Debrecen       | 1     | 1 (100%)           | 0 (0%)    | 1       | 10              | 0   | 0         | 0         | —     | —             | —              | —       | —                |
| 2. félidő után |       |                    |           |         |                 |     |           |           |       |               |                |         |                  |
| Videoton       | 12    | 4 (33%)            | 1 (25%)   | 6       | 13              | —   | 4         | 0         | 524   | 427 (81%)     | 1782 mp (58%)  | 151     | 80 (53%)         |
| Debrecen       | 3     | 1 (33%)            | 0 (0%)    | 3       | 17              | —   | 3         | 0         | 363   | 296 (82%)     | 1284 mp (42%)  | 151     | 71 (47%)         |

| 28. forduló 2018. április 28., szombat 17:00 |

| Paks                                   | 1 – 0               | Videoton                                 |
| -------------------------------------- | ------------------- | ---------------------------------------- |
| Haraszti (1–0) 67' Gévay 55' Szabó 72' | (0 – 0) Jegyzőkönyv | 18' Pátkai Máté 58' Juhász 90+1' Nikolov |

| Fehérvári úti stadion, Paks Nézőszám: 2 000 Játékvezető: Solymosi Péter (magyar) Asszisztensek: Szécsényi István és Vígh-Tarsonyi Gergő |

| 29. forduló 2018. május 5., szombat 19:30 |

| Videoton                                                  | 0 – 0       | Ferencváros                                       |
| --------------------------------------------------------- | ----------- | ------------------------------------------------- |
| Nikolov 11' Huszti 16' Juhász 64' Nego 83' Lazovics 90+4′ | Jegyzőkönyv | 51' Paintsil 79' Pedroso 89' Böde 90+2′ Gorriarán |

| Pancho Aréna, Felcsút Nézőszám: 3 747 Játékvezető: Bognár Tamás (magyar) Asszisztensek: Albert István és Georgiou Theodoros |

| 30. forduló 2018. május 12., szombat 17:00 |

| Videoton                                                                                          | 3 – 0               | Swietelsky Haladás                         |
| ------------------------------------------------------------------------------------------------- | ------------------- | ------------------------------------------ |
| Nikolov (1–0) 19' Nego (2–0) 61' Pátkai (3–0) 86' Varga 27' Fiola 32' Kovács I. 53' A. Hadžić 70' | (1 – 0) Jegyzőkönyv | 14' Kiss 25' Király 51' Rácz 70′ Kovács L. |

| Pancho Aréna, Felcsút Nézőszám: 1 977 Játékvezető: Kassai Viktor (magyar) Asszisztensek: Ring György és Tóth II. Vencel |

| 31. forduló 2018. május 5., szombat 17:00 (tv: M4 Sport) |

| Vasas SC                                   | 0–3         | Videoton FC                                                                            |
| ------------------------------------------ | ----------- | -------------------------------------------------------------------------------------- |
| James 23' Egerszegi 24' Ádám 32' Murka 79' | Jegyzőkönyv | 5' (0–1) Scsepovics Sz. 57' (0–2) 60' Kovács 57' (0–3) Tamás 23' Hadzics A. 77' Pátkai |

| Szusza Ferenc Stadion, Budapest Nézőszám: 1 079 Játékvezető: Berke Balázs (magyar) Asszisztensek: Albert István és Boenwmissza Gergely |

A Videoton hazai pályán 2015 nyara óta – egyetlen kivétellel, ami a Ferencváros elleni tavaszi 0–0 volt – minden, pályaválasztóként játszott bajnoki mérkőzésén szerzett gólt. Kovácsik Ádám a Pancho Arénában a legutóbbi öt bajnokiján nem kapott gólt, egynél többet a mostani idényben csak egyszer, az Újpest ellen szedett be. A Videoton a legutóbbi tíz hazai mérkőzéséből csak egyet, a Fradi ellenit nem nyerte meg. Ha ezúttal nyer, bajnok. A harmadik helyért küzdő Budapest Honvéd egy hatos nyeretlenségi sorozat után kétszer is győzött, előbb a Mezőkövesd, majd a Paks ellen. Ősszel döntetlenre végződött a két csapat felcsúti mérkőzése.
| 32. forduló 2018. május 27., vasárnap 19:30 (tv: M4 Sport) |

| Videoton                                                                         | 2–0               | Budapest Honvéd           |
| -------------------------------------------------------------------------------- | ----------------- | ------------------------- |
| Sz.Scsepovics (1–0) 27' Nikolov (2–0) 79' 80' Pátkai 8' A. Hadžić 58' Kovács 66' | (1–0) Jegyzőkönyv | 26' Heffler 91' Lanzafame |

| Pancho Aréna, Felcsút Nézőszám: 3 700 Játékvezető: Andó-Szabó Sándor (magyar) Asszisztensek: Márkus Tamás és Vígh-Tarsonyi Gergő |

Igazi csapattá váltunk a téli szünet után. Tizenhárom mérkőzésen négy gólt kaptunk, stabilan szerepeltünk végig. Nem szeretnék nagy beszédet tartani, de szeretnék köszönetet mondani mindenkinek, aki ezért a bajnoki címért dolgozott. A tulajdonosnak, Garancsi Istvánnak, a sportigazgatónak, Kovács Zoltánnak, a stábomnak, a klub dolgozóinak, és persze a családomnak, akik akkor is a fejemben járnak, amikor nincsenek velem. Megemlíteném még két jobbkezemet, Radoje Szmiljanicsot és Goran Basaricsot is, akik követtek engem Magyarországra, hogy együtt dolgozhassunk. Nem utolsósorban természetesen nagy köszönet a szurkolóknak, hogy végig mellettünk álltak a szezon során. Az igazi hősei ennek az eredménynek viszont a játékosok! Nem csak jó futballisták vannak nálunk, hanem jó emberek, ez az egyik kulcs. A héten nem csináltunk semmit máshogy, mint eddig, a megszokott módon készültünk a találkozóra. Mi végig a labdarúgásra koncentráltunk a szezon során. Magyarországon jó dolgok történnek a sport világában, mi pedig szeretnénk a labdarúgás pozitív oldalát promotálni. A bajnoki cím értékét pedig tovább növeli, hogy igazi hazai pálya nélkül lettünk aranyérmesek. A mai nap amúgy nem valaminek a vége, hanem valaminek a kezdete. Álmodunk arról, hogy sikeresek legyünk Európában, az álomért pedig keményen dolgozunk majd a jövőben.
| 33. forduló 2018. június 2., szombat 19:00 |

| Diósgyőr                                                  | 2–1               | Videoton                                  |
| --------------------------------------------------------- | ----------------- | ----------------------------------------- |
| Brković(1–0) 66' Makrai(2–1) 88' Hasani 20' Sesztakov 45' | (0–0) Jegyzőkönyv | 76'(1–1)S.Scsepovics 16' Pátkai 77' Bolla |

| DVTK-stadion, Miskolc Nézőszám: 10 143 Játékvezető: Iványi Zoltán (magyar) Asszisztensek: Buzás Balázs és Medovarszki János |

Szerintem egy jó mérkőzést láthattunk ma. Büszke vagyok a csapatra. A teljesítménnyel lényegében elégedett vagyok, az eredménnyel természetesen nem. Sok helyzetet alakítottunk ki, a kapu előtt idegenben nem szabad ennyit hibázni. Védekezésben a hosszú labdákkal voltak gondjaink, de azt azért szeretném megjegyezni, hogy ez egy nagyon-nagyon fiatal védelem volt. Örülök annak, hogy öt fiatalunk is megkapta első perceit az NB I-ben. 1998-as, 1999-es, 2000-res, sőt, 2001-es fiatalokról van szó – Szabó Bálint talán az egész szezon legfiatalabb játékosa lett. Velünk edzenek a fiúk hétről-hétre, most bizonyíthattak a pályán is. Ahogy említettem, sok helyzetet kialakítottak, a befejezéseknél jól jött volna egy kis rutin, a párharcoknál pedig pár kiló (mosolyog – szerk.), de ez majd a jön a korral, tapasztalattal.
Úgy gondolom, hogy ma játszott először úgy a csapat, ahogyan azt jövőre látni szeretném. Támadólag léptünk fel nyomást helyeztünk az ellenfélre, nagyon sok helyzetet alakítottunk ki. Magasan védekeztünk, sokat voltunk az ellenfél térfelén. Igazi csapat vagyunk, a szakmai stáb nélkül én semmire sem mennék. Köszönöm az ő munkájukat is. A klub megérdemli, hogy élvonalbeli csapata legyen.

### Eredmények összesítése
Az alábbi táblázatban összesítve szerepelnek a Videoton aktuális szezon OTP Bank Ligában elért eredményei.
A százalék számítás a 3 pontos rendszerben történik.
| Kör (forduló)            | Otthon | Otthon | Otthon | Otthon | Otthon | Otthon | Otthon | Otthon | Idegenben | Idegenben | Idegenben | Idegenben | Idegenben | Idegenben | Idegenben | Idegenben |
| Kör (forduló)            | M      | GY     | D      | V      | LG–KG  | GK     | P      | %      | M         | GY        | D         | V         | LG–KG     | GK        | P         | %         |
| ------------------------ | ------ | ------ | ------ | ------ | ------ | ------ | ------ | ------ | --------- | --------- | --------- | --------- | --------- | --------- | --------- | --------- |
| Első kör (1–11.)         | 6      | 3      | 3      | 0      | 11–6   | +5     | 12     | 66,7%  | 5         | 4         | 0         | 1         | 13–7      | +6        | 12        | 80,0%     |
| Második kör (12–21.)     |        |        |        |        | –      |        |        |        |           |           |           |           |           |           |           |           |
| Harmadik kör (22–33.)    |        |        |        |        | –      |        |        |        |           |           |           |           |           |           |           |           |
| Összesen (1–33. forduló) | 6      | 3      | 3      | 0      | 11–6   | +5     | 12     | 66,7%  | 5         | 4         | 0         | 1         | 13–7      | +6        | 12        | 80,0%     |

### Helyezések fordulónként
| Forduló  | 1  | 2  | 3  | 4  | 5  | 7  | 6  | 8  | 9  | 10 | 11 | 12 | 13 | 14 | 15 | 16 | 17 | 18 | 19 | 20 | 21 | 22 | 23 | 24 | 25 | 26 | 27 | 28 | 29 | 30 | 31 | 32 | 33 |
| -------- | -- | -- | -- | -- | -- | -- | -- | -- | -- | -- | -- | -- | -- | -- | -- | -- | -- | -- | -- | -- | -- | -- | -- | -- | -- | -- | -- | -- | -- | -- | -- | -- | -- |
| Helyszín | O  | I  | O  | I  | O  | O  | I  | O  | I  | O  | I  |    |    |    |    |    |    |    |    |    |    |    |    |    |    |    |    |    |    |    |    |    |    |
| Eredmény | D  | GY | D  | GY | GY | GY | GY | GY | V  | D  | GY |    |    |    |    |    |    |    |    |    |    |    |    |    |    |    |    |    |    |    |    |    |    |
| Helyezés | 9. | 4. | 6. | 2. | 2. | 1. | 1. | 1. | 1. | 1. | 1. |    |    |    |    |    |    |    |    |    |    |    |    |    |    |    |    |    |    |    |    |    |    |

Helyszín: O = Otthon; I = Idegenben. Eredmény: GY = Győzelem; D = Döntetlen; V = Vereség.
A csapat helyezései fordulónként, idővonalon ábrázolva.

### A bajnokság végeredménye
| H   | Csapat                | M  | GY | D  | V  | LG | KG | GK  | GÁ   | SZP | VP | NÉ  | Sárga lap | kiállítva | Forma | Továbbjutás vagy kiesés          |
| --- | --------------------- | -- | -- | -- | -- | -- | -- | --- | ---- | --- | -- | --- | --------- | --------- | ----- | -------------------------------- |
| 1.  | Videoton (B) (NK)     | 33 | 20 | 8  | 5  | 65 | 28 | +37 | 1,97 | 68  | 31 | 6,9 | 111       | 5         |       | Bajnokok Ligája, 1. selejtezőkör |
| 2.  | Ferencváros (NK)      | 33 | 18 | 12 | 3  | 69 | 31 | +38 | 2,09 | 66  | 33 | 6,8 | 70        | 4         |       | Európa-liga, 1. selejtezőkör     |
| 3.  | Újpest (KGY) (NK)     | 33 | 12 | 13 | 8  | 41 | 38 | +3  | 1,24 | 49  | 50 | 6,9 | 76        | 0         |       | Európa-liga, 1. selejtezőkör     |
| 4.  | Bp. Honvéd (CV) (NK)  | 33 | 13 | 8  | 12 | 50 | 53 | –3  | 1,52 | 47  | 52 | 6,6 | 71        | 4         |       | Európa-liga, 1. selejtezőkör     |
| 5.  | Debreceni VSC         | 33 | 12 | 8  | 13 | 53 | 47 | +6  | 1,61 | 44  | 55 | 6,8 | 71        | 2         |       |                                  |
| 6.  | Puskás Akadémia (F)   | 33 | 11 | 10 | 12 | 41 | 46 | –5  | 1,24 | 43  | 56 | 6,5 | 93        | 3         |       |                                  |
| 7.  | Paks                  | 33 | 11 | 9  | 13 | 43 | 48 | –5  | 1,30 | 42  | 57 | 6,5 | 80        | 5         |       |                                  |
| 8.  | Haladás               | 33 | 11 | 5  | 17 | 35 | 50 | –15 | 1,06 | 38  | 61 | 6,3 | 82        | 3         |       |                                  |
| 9.  | Mezőkövesd            | 33 | 9  | 10 | 14 | 35 | 52 | –17 | 1,06 | 37  | 62 | 6,2 | 90        | 3         |       |                                  |
| 10. | Diósgyőr              | 33 | 10 | 6  | 17 | 44 | 53 | –9  | 1,33 | 36  | 63 | 6,3 | 81        | 5         |       |                                  |
| 11. | Balmazújváros (K) (F) | 33 | 8  | 12 | 13 | 39 | 46 | –7  | 1,18 | 36  | 63 | 6,2 | 70        | 2         |       | NB II 2018–2019                  |
| 12. | Vasas (K)             | 33 | 9  | 7  | 17 | 38 | 61 | –23 | 1,15 | 34  | 65 | 6,1 | 86        | 4         |       | NB II 2018–2019                  |

A rangsorolás alapszabályai: 1. összpontszám; 2. a bajnokságban elért több győzelem; 3. a bajnoki mérkőzések gólkülönbsége; 4. a bajnoki mérkőzéseken rúgott több gól; 5. az egymás ellen játszott bajnoki mérkőzések pontkülönbsége; 6. az egymás ellen játszott bajnoki mérkőzések gólkülönbsége; 7. az egymás ellen játszott bajnoki mérkőzéseken az idegenben lőtt több gól; 8. a bajnokság fair play értékelésében elért jobb helyezés; 9. sorsolás.
(CV): Bajnoki címvédő csapat; (B): Bajnokcsapat; (K): Kieső csapat; (F): Feljutó csapat; (KGY): Kupagyőztes; (NK): Nemzetközi kupainduló;

## Magyar kupa
Az MLSZ szabályzatának értelmében, a nemzeti bajnokságokban (NB I, NB II, NB III) szereplő csapatok a kupasorozat 6. fordulójában, a legjobb 128 között kapcsolódnak be a versenybe. A versenykiírás szerint az NB I-es és NB II-es csapatok kiemeltek lesznek a sorsoláson, nem kerülhetnek össze egymással. A hatodik fordulóból (a főtábla első köréből) továbblépő együttesek 300 ezer, illetve 500 ezer forintot kapnak – attól függően, hogy döntetlen után vagy győzelemmel harcolják ki a továbbjutást.
      Győzelem
      Döntetlen
      Vereség
| 2017. szeptember 20., szerda |

| Mohácsi TE 1888 (megye I) | 0 – 4 | Videoton FC |
| ------------------------- | ----- | ----------- |
|                           |       |             |

| Részletek |

| 2017. október 24., kedd |

| FC Dabas (NB III) | – | Videoton FC |
| ----------------- | - | ----------- |
|                   |   |             |

| Részletek |

### 6. forduló (főtábla 1. forduló)
2017. szeptember 11-én a Magyar Labdarúgó-szövetség (MLSZ) székházában megtartott sorsoláson a 70-szeres válogatott Nyilasi Tibor, az MLSZ elnökségi tagjának vezetésével készültek el a párosítások. A Videoton csapata a Baranya megyei labdarúgó-bajnokságban szereplő Mohácsi TE 1888 együttesével küzd meg a legjobb 64-be kerülésért.
| 2016. szeptember 20., szerda 15:00 |

| Mohácsi TE 1888 (megye I) | 0 – 4               | Videoton FC                                                                |
| ------------------------- | ------------------- | -------------------------------------------------------------------------- |
|                           | (0 – 3) Jegyzőkönyv | 6' (0–1) • 81' (0–4) Szabó B. 21' (0–2) Tamás K. 43' (0–3) Fejes 25' Mocsi |

| Városi stadion, Mohács Játékvezető: Szommer Attila (magyar) Asszisztensek: Varga Gábor és Tinnyei Zsolt |

### 7. forduló (főtábla 2. forduló)
2017. szeptember 22-én a Magyar Labdarúgó-szövetség (MLSZ) székházában megtartott sorsoláson a 70-szeres válogatott Nyilasi Tibor, az MLSZ elnökségi tagjának vezetésével készültek el a párosítások. A Videoton csapata az NB III-ban szereplő FC Dabas együttesével küzd meg a legjobb 32-be kerülésért.
| 2017. október 24., kedd 13:30 |

| FC Dabas (NB III) | – | Videoton FC |
| ----------------- | - | ----------- |
|                   |   |             |

| Dabasi Sporttelep, Dabas |

## Európa-liga
Győzelem
      Döntetlen
      Vereség
| 2017. június 29., csütörtök |

| Videoton | 2 – 0 | Balzan FC |
| -------- | ----- | --------- |
|          |       |           |

| Részletek |

| 2017. július 4., kedd |

| Balzan FC | 3 – 3 | Videoton |
| --------- | ----- | -------- |
|           |       |          |

| Részletek |

| 2017. július 13., csütörtök |

| Nõmme Kalju | 0 – 3 | Videoton |
| ----------- | ----- | -------- |
|             |       |          |

| Részletek |

| 2017. július 20., csütörtök |

| Videoton | 1 – 1 | Nõmme Kalju |
| -------- | ----- | ----------- |
|          |       |             |

| Részletek |

| 2017. július 27., csütörtök |

| Girondins de Bordeaux | 2 – 1 | Videoton |
| --------------------- | ----- | -------- |
|                       |       |          |

| Részletek |

| 2017. augusztus 3., csütörtök |

| Videoton | 1 – 0 | Girondins de Bordeaux |
| -------- | ----- | --------------------- |
|          |       |                       |

| Részletek |

| 2017. augusztus 17., csütörtök |

| Partizan | 0 – 0 | Videoton |
| -------- | ----- | -------- |
|          |       |          |

| Részletek |

| 2017. augusztus 24., csütörtök |

| Videoton | 0 – 4 | Partizan |
| -------- | ----- | -------- |
|          |       |          |

| Részletek |

### 1. selejtezőkör
| 2017. június 29., csütörtök 20:45 |

| Videoton                                                                      | 2 – 0               | Balzan FC                                        |
| ----------------------------------------------------------------------------- | ------------------- | ------------------------------------------------ |
| Scsepovics (1–0) 79' Lazovics (2–0) 90+4' Suljić 45+2' Stopira 60' Juhász 61' | (0 – 0) Jegyzőkönyv | 22' Savić 32' Fenech 45+2' Fenech 45+2' Kaljević |

| Pancho Aréna, Felcsút Nézőszám: 2 188 Játékvezető: Dejan Jakimovksi (macedón) |

| 2017. július 4., kedd 17:45 |

| Balzan FC                                                                         | 3 – 3               | Videoton                                                                                     |
| --------------------------------------------------------------------------------- | ------------------- | -------------------------------------------------------------------------------------------- |
| Kaljevics (1–0) 3' • (3–3) 86' (11-esből) Effiong (2–2) 56' Savić 64' Bezzina 80' | (1 – 2) Jegyzőkönyv | 15' (1–1) Juhász 23' (1–2) Scsepovics 80' (2–3) Géresi 14' Hadžić 45+1' Suljić 90+3' Stopira |

| Hibernians Stadium, Paola Nézőszám: 550 Játékvezető: Filip Glova (szlovák) |

Továbbjutott a Videoton, 5–3-as összesítéssel.

### 2. selejtezőkör
| 2017. július 13., csütörtök 18:30 |

| Nõmme Kalju | 0 – 3               | Videoton                                                                              |
| ----------- | ------------------- | ------------------------------------------------------------------------------------- |
| Teleš 74'   | (0 – 1) Jegyzőkönyv | 8' (0–1) 79' Pátkai 47' (11-esből) (0–2) • 74' (11-esből) (0–3) Scsepovics 87' Hadžić |

| Kadriorg Stadium, Tallinn Nézőszám: 760 Játékvezető: João Capela a 35. perctől Luis Miguel Branco Godinho (mindkettő portugál) |

Jó eredményt értünk el a felcsúti visszavágó előtt, szerintem ez nem kérdés. Minden nap beszélünk a játékosokkal arról, hogy milyen fontos győztes mentalitással pályára lépni. Vannak olyan játékosaink, akik a legmagasabb szinten játszottak – például Juhász Roland, Danko Lazovics vagy Marko Scsepovics -, akik tudják, hogy mennyire fontos ez a hozzáállás, amikor nagy célokért játszol. Ma mindenki, aki lehetőséget kapott, ezt a karakterességet mutatta. Fontos volt, hogy korán vezetést szereztünk, utána természetesen könnyebbé vált a meccs. Volt még legalább három nagy helyzetünk az első félidőben – egy kapufa, egy jobb oldali akció és Suljić helyzete – amelyet értékesíthettünk volna, valamint a második játékrészben is irányítani tudtuk a mérkőzést. Azt is el kell ismerni, hogy két-három helyzetet engedtünk az ellenfélnek, ezeken a szituációkon javítani kell. Biztos vagyok benne, hogy tudunk ennél jobban játszani, de ezzel együtt is gratulálok a játékosaimnak az eredményhez. Külön köszönöm a szurkolóknak a biztatást, akik eljöttek egészen Tallinnig, hiszen hatalmas túrát vállaltak a csapatért – le a kalappal előttük.
| 2017. július 20., csütörtök 21:00 |

| Videoton                                            | 1 – 1               | Nõmme Kalju                                                 |
| --------------------------------------------------- | ------------------- | ----------------------------------------------------------- |
| Lazovics (1–0) 37' Vinícius 22' Fejes 42' Marić 80' | (1 – 0) Jegyzőkönyv | 50' (11-esből) (1–1) 64' Dmitrijev 13' Szidorenkov 25' Uggè |

| Pancho Aréna, Felcsút Nézőszám: 2 612 Játékvezető: Mario Zebec (horvát) |

Ez nem volt túl jó mérkőzés számunkra. Kicsit úgy éreztem, hogy a játékosok éppen annyit adtak ki magukból, amely elég volt a továbbjutáshoz. Egy nagycsapatnál viszont nem szabad így játszani, ennek nem ez a módja. Volt némi változtatás a kezdőcsapatban, valamint mérkőzés közben is, hogy néhány játékos pihentebb legyen a hétvégi bajnokira, valamint ez annak is szólt, hogy pár labdarúgó játéklehetőséget kaphatott, megnézhettük, hogy hogyan teljesítenek. Nem éreztem elég energiát a csapatban, volt ugyan néhány lehetőségünk, de összességében ez nem lehetett túl jó este a szurkolóink számára. A Bordeux elleni párharc teljesen más lesz, az biztos, de vezetőedzőként tényleg hiszek benne, hogy meglepetést okozhatunk egy európai nagycsapat ellen. Ehhez persze jobban kell majd játszanunk, de nem csak magunkért, hanem a magyar labdarúgás becsületéért is játszunk majd, hiszen sajnos mi maradtunk egyedül versenyben az nemzetközi kupákban.
Továbbjutott a Videoton, 3–1-es összesítéssel.

### 3. selejtezőkör
| 2017. július 27., csütörtök 20:30 |

| Girondins de Bordeaux                                                | 2 – 1               | Videoton                                               |
| -------------------------------------------------------------------- | ------------------- | ------------------------------------------------------ |
| Sankharé (1–0) 18' • (2–1) 33' Kamano 61' Sankharé 62' Arambarri 77' | (2 – 1) Jegyzőkönyv | 23' (1–1) Scsepovics 64' Hadžić 72' Szolnoki 77' Fejes |

| Nouveau Stade de Bordeaux, Bordeaux Nézőszám: 21 337 Játékvezető: Bartosz Frankowski (lengyel) |

Azt hiszem, nagyon jó meccset láthattak ma a szurkolók, majdnem végig remek ritmusban zajlott a találkozó. Nem olyan volt ez a kilencven perc, mint egy nyári meccs, inkább olyan, mintha már a bajnokság közepén járna a két csapat. Megvoltak a lehetőségeink, jókor szereztünk gólt, harcoltunk a meccs végéig. A Girondins egy minőségi csapat, remek játékosokkal – főleg a széleken rendelkeznek olyan labdarúgókkal, akikben ott van a sebesség és a technikai tudás. Sosem örülök egy vereségnek, de ez nem olyan rossz eredmény nekünk. Stábommal tétmeccsen először veszítettem a Vidi kispadján, ha csak magamat nézem, akkor is 44, vagy 45 találkozó után kaptam ki először, de ettől függetlenül gratulálnom kell a csapatomnak, minden játékosnak, mert jó teljesítményt nyújtottunk. Az első gólnál egyszerűen ki kellett volna rúgnunk a labdát és vége az egész szituációnak, talán 3-4 lehetőségünk is volt rá, de nem sikerült. A második gól pedig... Mi jöttünk szabadrúgással, nem szabadott volna lehetőséget adnunk egy ilyen kontrára. Rövidre fogva, naiv gólokat kaptunk, tudjuk, hogy van még hová fejlődnünk. A mérkőzés végén, az utolsó 10-15 percben úgy éreztem, hogy erőnlétben a Bordeaux előtt járunk. Éreztünk esélyt arra, hogy lőhetünk még egy gólt, ezért is játszottunk ennyi támadóval a hajrában – egyszerre pályán volt Lazovics, Henty, Maric, Suljić, Hadžić, szélsőhátvédként Stopira, Nego... Szóval próbálkoztunk, de nem sikerült megszereznünk a második gólt. Hiszek benne, hogy van esélyünk a továbbjutásra a visszavágón – ötven-ötven százalék esélyt adok mindkét együttesnek arra, hogy ott legyen a következő körben.
| 2017. augusztus 3., csütörtök 19:00 |

| Videoton                                                                                  | 1 – 0               | Girondins de Bordeaux                  |
| ----------------------------------------------------------------------------------------- | ------------------- | -------------------------------------- |
| Stopira (1–0) 50' Szolnoki 8' Fiola 23' Varga 60′, 69′ Juhász 82' Suljić 83' Lazovics 89' | (0 – 0) Jegyzőkönyv | 41′, 46′ Sabaly 50' Plašil 85' Lewczuk |

| Pancho Aréna, Felcsút Nézőszám: 3 537 Játékvezető: Christian Dingert (német) |

Megérdemeltük a győzelmet, és megérdemeltük a továbbjutást is, főleg a hazai találkozó alapján. Már néhány perccel túl vagyunk a lefújáson, igyekszem objektíven összegezni a gondolataimat, de így is úgy érzem, hogy az elejétől kontrollálni tudtuk a találkozót. Ha sikerül értékesíteni a helyzeteinket, még hamarabb befejezhettük volna a párharcot, de így is jár a gratuláció a csapatnak, végig küzdöttek, igazi harcosok voltak ma a pályán! De nem csak harcoltak, fociztak is, taktikailag egy tökéletes meccsen vagyunk túl. Gratulálok a szurkolóknak is, mögöttünk voltak nem 90, hanem 100-102 percen keresztül, sokat segítettek nekünk. Taktikusan, fegyelmezetten, szenvedélyesen játszottunk, mindig ilyen Vidit szeretnék látni! Szerintem nem csak a Vidinek, hanem az egész magyar labdarúgásnak nagy eredmény az, hogy továbbjutottunk a Girondins ellen. Gyűjtögetjük tovább a koefficiens-pontokat, hasonló hozzáállással megyünk tovább a play-offba! Most van egy kis időnk ünnepelni, de nem sok, hiszen pénteken is edzés vár a játékosokra, aztán következik a Mezőkövesd elleni találkozó, emellett persze várjuk, hogy kit kapunk majd a pénteki sorsoláson!
Továbbjutott a Videoton, 2–2-es összesítéssel, idegenben lőtt több góllal.

### Rájátszás
| 2017. augusztus 17., csütörtök 21:00 |

| Partizan                | 0 – 0               | Videoton                                    |
| ----------------------- | ------------------- | ------------------------------------------- |
| Miletić N. 4' Radin 20' | (0 – 0) Jegyzőkönyv | 25' Pátkai 46' Henty 52' Fiola 56' Szolnoki |

| Partizan Stadion, Belgrád, Szerbia Játékvezető: John Beaton (skót) |

Annyit foglalkozott a sajtó ezzel az összecsapással előzetesen, mintha én lennék az első a foci történetében, aki a volt csapata ellen meccsel. A játék sajnos nem volt azon a szinten, mint amennyire beharangozták a meccset. Nem vagyok elégedett a játékkal, nem szeretem a 0-0-s mérkőzéseket, az is igaz azonban, hogy 7 játékosunk hiányzott. Fiatal csapattal is sikerült helyzeteket kialakítanunk, sőt a végén megnyerhettük volna a találkozót. Nem volt szép játék, a küzdelem dominált inkább. Menet közben kellett két támadónkat is lecserélni, ez is lehet az oka annak, hogy nem találtunk a kapuba. Sajnálom, hogy megszakadt a sorozatunk, és ezúttal nem lőttünk gólt, igaz, nem is kaptunk. Nem változott semmi az esélyeket illetően a mérkőzés előtti állapothoz képest, Felcsúton, telt ház előtt dől majd el minden. Próbáljuk tovább élni az álmunkat, ahhoz pedig, hogy az álom valósággá váljon, bátorságra és szerencsére is szükségünk lesz!
| 2017. augusztus 24., csütörtök 20:00 (tv: M4 Sport) |

| Videoton                             | 0 – 4               | Partizan                                                                                |
| ------------------------------------ | ------------------- | --------------------------------------------------------------------------------------- |
| Juhász 44′, 47′ Pátkai 55' Fiola 85' | (0 – 3) Jegyzőkönyv | 6' (0–1) Tawamba 24' (0–2) Soumah 35' (0–3) • 87' (0–4) Đurđević 27' Ostojić 81' Bilher |

| Pancho Aréna, Felcsút Nézőszám: 3 000 Játékvezető: Andre Marriner (angol) |

Továbbjutott a Partizan 4–0-s összesítéssel.